# DKW

Erstes Markenlogo der Zschopauer Motorenwerke J. S. Rasmussen von 1920 – nur im Schriftverkehr verwendet. Der Entwurf soll von Rasmussens Tochter Ilse stammen.

DKW (anfangs D.K.W.; ursprünglich die Abkürzung von „Dampfkraftwagen“) ist eine ehemalige deutsche Automobil-, Motorrad- und Kühlmaschinenmarke.
Die Geschichte der Marke ist eng mit der Unternehmensgeschichte der Zschopauer Maschinenfabrik J. S. Rasmussen (ab 1923: Zschopauer Motorenwerke J. S. Rasmussen) verknüpft, die sich das Warenzeichen zuerst schützen ließ. Ab 1932 lagen die Rechte bei der neu gegründeten Auto Union AG. Nach Löschung der Auto Union AG aus dem Handelsregister 1948 beanspruchte die 1949 neu gegründete Auto Union GmbH die Markenrechte.

## Geschichte

### Unternehmensgründung und erste Erzeugnisse
Im Jahr 1904 ließ der Däne Jørgen Skafte Rasmussen zusammen mit seinem Kompagnon Carl Ernst die Firma Rasmussen & Ernst ins Handelsregister der Stadt Chemnitz eintragen, zuständig für den Vertrieb von Maschinen und Apparaten aller Art. 1906 kaufte Rasmussen in Zschopau eine ehemalige Tuchfabrik im Tal des Bachs Tischau und verlegte sein Unternehmen dorthin. In der Zschopauer Handelsregistereintragung vom 13. April 1907 war nur er als Inhaber eingetragen, obwohl auch Ernst noch bis 1912 im Unternehmensnamen (Firma) genannt war. Das Verkaufsbüro blieb in Chemnitz. Das Unternehmen wurde auf eine breite Produktpalette von Zubehör für Dampfmaschinen über Haushaltsgeräte bis zu Geräten für Elektrotherapie gestellt und hieß ab 1909 Rasmussen & Ernst, Zschopau-Chemnitz, Maschinen- und Armaturenfabrik, Apparatebau Anstalt. 1913 wurde eine juristische Trennung zwischen der Rasmussen und Ernst und dem mittlerweile (seit 1912) Zschopauer Maschinenfabrik J. S. Rasmussen genannten Fabrikationsbetrieb bewirkt.
Zu Beginn des Ersten Weltkriegs kam der Betrieb fast völlig zum Erliegen, und Rasmussen bemühte sich um Militäraufträge. Mit der Fabrikation von Zündern konnte sich das Unternehmen dann sogar während dieser Zeit erweitern, sodass Rasmussen Ende 1915 rund 480 Arbeitskräfte beschäftigte.
In den Jahren 1916/17 begann Rasmussen zusammen mit seinem ehemaligen Studienkollegen Mathiesen die Entwicklung eines Dampfkraftwagens, finanziert durch die deutschen Militärbehörden. Nach dem Ersten Weltkrieg ließ das Interesse an dieser Technik jedoch stark nach, und so wurde das Projekt im Jahr 1921 eingestellt. Insgesamt entstanden zehn bis zwölf Dampfwagen als Personen- und Lastwagen. Das Einzige, was davon übrig blieb, waren die drei Buchstaben DKW für Dampfkraftwagen, die Rasmussen als Warenzeichen hatte schützen lassen.
Die im Jahr 1923 gegründete Zschopauer Motorenwerke J. S. Rasmussen AG setzte mit dem Werksbetrieb auch die Nutzung der Marke DKW fort.

### Beginn der Motoren- und Motorradfertigung

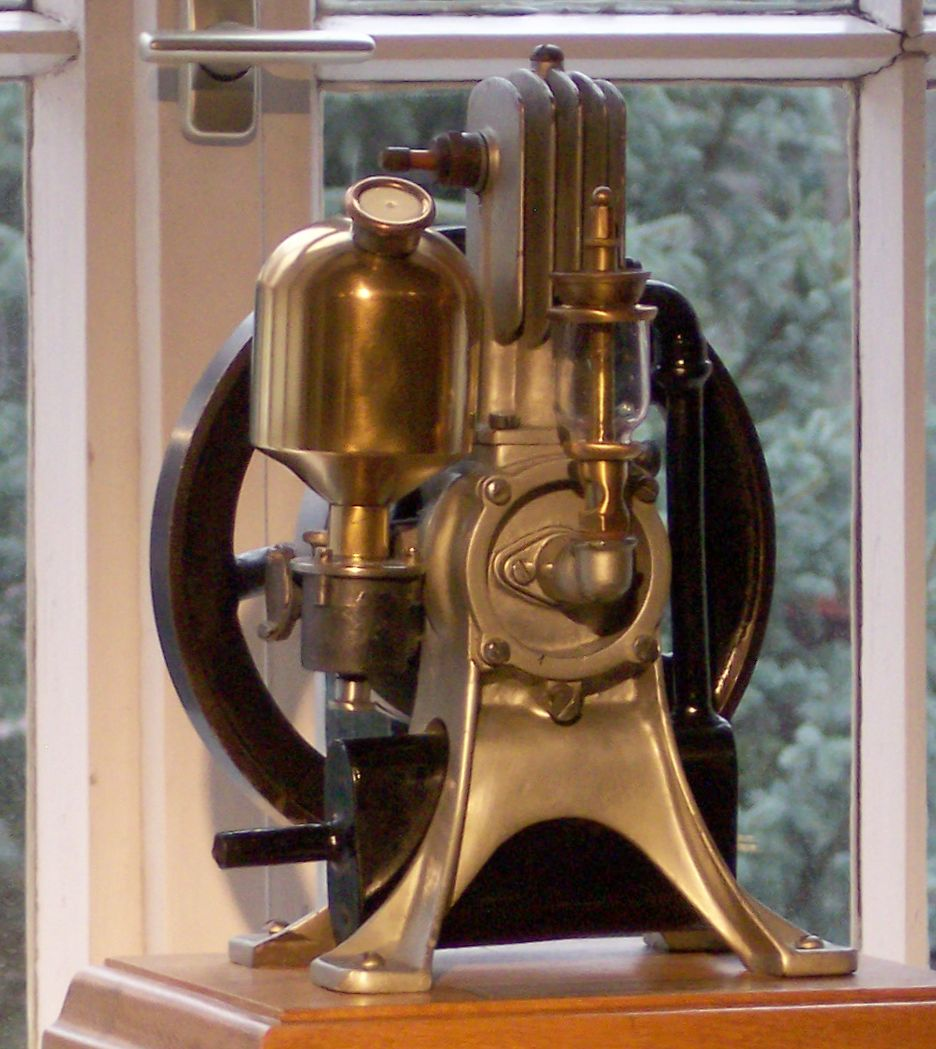
Spielzeugmotor „Des Knaben Wunsch!“, Baujahr 1919

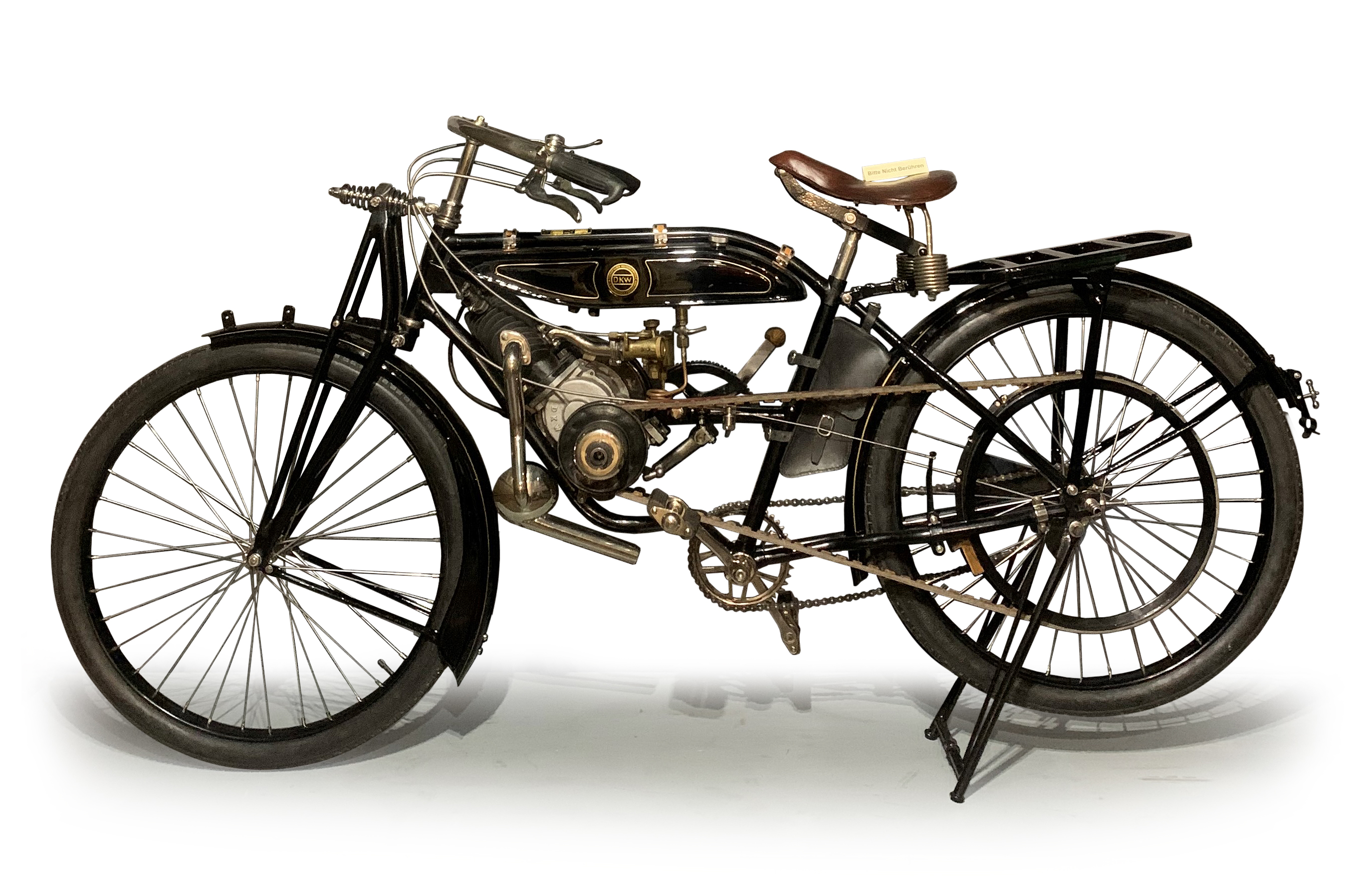
Das Reichsfahrtmodell war ab 1922 das erste Serienmotorrad von DKW.

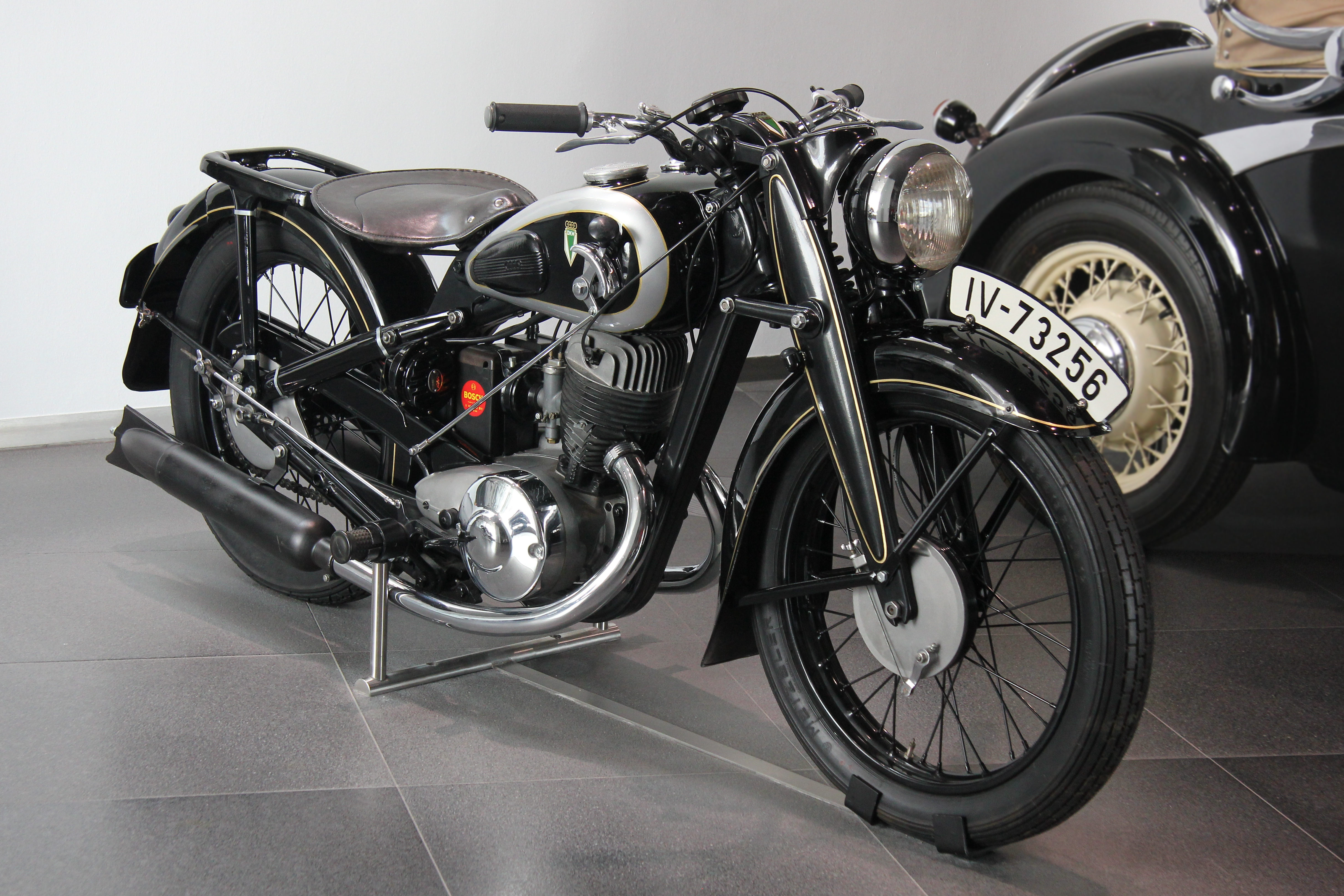
DKW NZ 250, Baujahr 1939. Letztes Modell dieser Hubraumklasse von DKW aus Zschopau.

Ungefähr gleichzeitig mit Beginn der Dampfwagenentwicklung erwarb das Unternehmen die Rechte an einem Zweitakt-Spielzeugmotor von Hugo Ruppe aus Apolda, der als moderne Alternative zur Spielzeugdampfmaschine angeboten wurde.
Der Spielzeugmotor wurde im Jahr 1919 zum DKW-Fahrradhilfsmotor weiterentwickelt und als Verkaufsschlager bis 1923 über 30.000-mal hergestellt. Auf der Basis dieses Motors und unter Verwendung eines Slaby-Beringer-Elektrowagens baute Rasmussen 1920 das erste DKW-Automobil, das jedoch nicht über den Prototypenstatus hinauskam. Es gab allerdings Inserate, in denen das Wägelchen, das 250 kg wiegen, 60 km/h schnell und kurzfristig lieferbar sein sollte, als Der kleine Bergsteiger angekündigt wurde. Der Motor dieses ersten D.K.W. (in dem Inserat mit Punkten geschrieben) war auf dem Trittbrett montiert; Fahrer und Mitfahrer saßen hintereinander. Dieser Motor wurde auch als erster Stationärmotor von DKW angeboten.
Im Jahr 1921 nahm die Zschopauer Maschinenfabrik den Golem des Berliner Motorradherstellers Ernst Eichler in ihr Produktions- und Verkaufsprogramm auf, ein Zweirad mit kleinen Rädern und dem 1-PS-DKW-Motor, der liegend im Rahmen eingebaut war. Die Fahreigenschaften waren jedoch unbefriedigend, sodass Eichler schon ein Jahr später das sogenannte Sesselmotorrad Lomos, einen Vorläufer des Motorrollers, herausbrachte. Dieses Zweirad hatte im Gegensatz zu den meisten Motorrädern seiner Zeit eine Hinterradfederung (Schwinge mit Federbein).
Ab 1922 wurden in Zschopau Motorräder hergestellt, und als engster Mitarbeiter des Unternehmensgründers übernahm Carl Hahn die Verkaufsleitung. Am Anfang der Entwicklung unter dem Chefkonstrukteur Hermann Weber stand das DKW Reichsfahrtmodell mit gebläsegekühltem 142-cm³-Motor und einer Leistung von 1,5 PS. Das erfolgreichste Modell der ersten Jahre war die DKW E 206 mit 206-cm³-Einzylindermotor, die für 750 Reichsmark angeboten wurde und damit preiswerter als vergleichbare Typen war. Da ab 1928 alle Motorräder bis 200 cm³ steuerfrei und ohne Führerschein gefahren werden durften, entstand aus der E 206 die E 200. In jenem Jahr war die Zschopauer Motorenwerke J. S. Rasmussen AG mit 65.000 Motorrädern der Marke DKW der größte Motorradhersteller der Welt.
Die Modellpalette von DKW war vielfältig und reichte Ende der 1920er-Jahre bis zu einer wassergekühlten 600-cm³-Zweizylinder-Maschine (DKW Supersport 600). Meistverkauftes Vorkriegsmodell war die RT 100 von 1934, die bis 1940 rund 72.000-mal gebaut wurde.
Ab 1932 führte DKW die neuartige Schnürle-Umkehrspülung ein, eine Technik zur Verringerung des hohen Kraftstoffverbrauchs von Zweitaktmotoren. Der Verbrauch sank um etwa 40 Prozent gegenüber herkömmlichen Konstruktionen und rückte in den Bereich der damaligen Viertaktmotoren.
Bei DKW hatte man frühzeitig die Vorzüge und die Bedeutung dieser Technik erkannt und die alleinigen Rechte für die Nutzung bei Ottomotoren erworben. So konnte DKW mit üppigem Gewinn Lizenzen an andere Hersteller vergeben.
Das bekannteste DKW-Motorrad ist die DKW RT 125, die im Jahr 1939 in Serie ging und wegen ihrer Wendigkeit bald schon bei der Wehrmacht zum Einsatz kam. Nach dem Krieg wurde sie sowohl vom Industrieverband Fahrzeugbau (IFA) in Ostdeutschland als auch von der neu gegründeten Auto Union GmbH in Westdeutschland mit jeweils geringfügigen Verbesserungen weitergebaut. Vor allem aber ist die RT 125 das wahrscheinlich meistkopierte Motorrad der Welt.

### Neuartige Werbemethoden, Einführung der Ratenzahlung
Unter dem Chefkonstrukteur Hermann Weber leisteten Zschopauer Techniker umfangreiche Forschungs- und Entwicklungsarbeit, um den einfach und kostengünstig herzustellenden Zweitaktmotor stetig zu verbessern. Verkaufsleiter Carl Hahn stellte die Einfachheit des Zweitaktmotors als Produktphilosophie in den Vordergrund und warb entsprechend dafür. Er ließ ein starkes Händlernetz ausbauen, initiierte Händlerrundschreiben mit Empfehlungen zur Förderung des Verkaufs, ließ Händlerkongresse organisieren und sorgte für eine systematische Weiterbildung der Werkstättenbetreiber. Die erfolgreichste Maßnahme zur Absatzförderung war ab 1924 das Angebot, ein neu erworbenes Motorrad auf Raten zu bezahlen. Diese Form der Bezahlung spielte bis dahin bei deutschen Herstellern keine Rolle. Hahn selbst sagte dazu: 

„Das beste Motorrad, das der Markt zu bieten vermag, dient aber noch lange nicht der breiten Masse […]. Notwendig ist hierzu als Voraussetzung einerseits ein möglichst unter 1.000,00 M liegender Preis und sodann Zahlungskonditionen, die nicht nur auf die derzeitige wirtschaftliche Lage Rücksicht nehmen, sondern zugleich von dem Grundsatz ausgehen, der dem amerikanischen Markt zugrunde liegt, dass der Kraftfahrzeuginteressent nicht in Folge seines Vermögens, sondern aus seinem Einkommen ein Kraftfahrzeug anschaffen kann […]. Das Abzahlungssystem der Motorenwerke […] stellt dem Motorradinteressenten, sofern er gut beleumdet ist, ein Motorrad schon für 350,00 M Anzahlung zur Verfügung. Die Restsumme wird auf 12 Monate gestundet. Die Anzahlung von 350,00 M kann sogar in Wochenraten zu 12,50 M oder mehr erfolgen. Ist die Summe von 350,00 M erreicht, so erhält der Käufer das Motorrad […].“

Ein Hauptaugenmerk Hahns lag auf der Werbung in ländlichen Gebieten. Er zielte als Erster in eine Marktlücke dieser Zeit: Je länger die zu bewältigenden Wege waren, das heißt, je dünner besiedelt und je ärmer ein Gebiet an anderen Verkehrsmitteln war, desto größer war der Bedarf an erschwinglichen Krafträdern, um mobil zu sein. Dafür ließ er sogenannte Werbemobile bauen. Das waren Lastwagen mit einem Aufbau als Verkaufspavillon. Der hintere Teil des Aufbaus war als Ausstellungsraum mit großen Schaufenstern ausgebildet, im vorderen Teil war ein kleines Büro untergebracht, in dem Kaufverträge geschlossen werden konnten.

### Markenrechtsstreit mit der Deutschen Kabelwerke AG
Die 1896 in Berlin gegründete Deutsche Kabelwerke AG nutzte für ihre Produkte bereits vor dem Ersten Weltkrieg das Kürzel DeKaWe. Aufgrund der Ähnlichkeit zu DKW erwirkten die Berliner eine einstweilige Verfügung auf Unterlassung gegen die Zschopauer Motorenwerke AG. Nachdem sie vor Gericht in erster Instanz unterlegen waren, erhielten sie im Berufungsverfahren 1923 Recht. In Zschopau änderte man kurzerhand das Kürzel in DGW, mit der Interpretation „Das große Wunder“. Die Verhandlungen über die weitere Nutzung von DKW zogen sich bis 1927 hin. Letztlich einigte man sich, dass in Zschopau wieder das Kürzel DKW verwendet werden durfte. Im Gegenzug kauften die Zschopauer Motorenwerke die von den Kabelwerken produzierten Motorradreifen, die unter der Marke Deka vertrieben wurden.

### DKW Kühlung
Rasmussen trieb Mitte der 1920er-Jahre die Expansion seines Unternehmens voran und ließ ab 1927/28 im nahe Zschopau gelegenen Scharfenstein – wo er Produktionshallen der insolventen Chemnitzer Moll-Werke AG übernommen hatte – Kühlgeräte (Das Kühl Wunder) herstellen. Die Marke und der eingeführte Begriff der DKW Kühlung wurden dafür weiter genutzt, nachdem für diese Sparte 1931 das von der Auto Union AG unabhängige Unternehmen Deutsche Kühl- und Kraftmaschinen GmbH (DKK) gegründet wurde.
Nach Ende des Zweiten Weltkriegs wurde am Standort der Kühlschrankhersteller VEB dkk Scharfenstein mit der Marke Foron aufgebaut.

### Automobilbau bei DKW vor dem Zweiten Weltkrieg

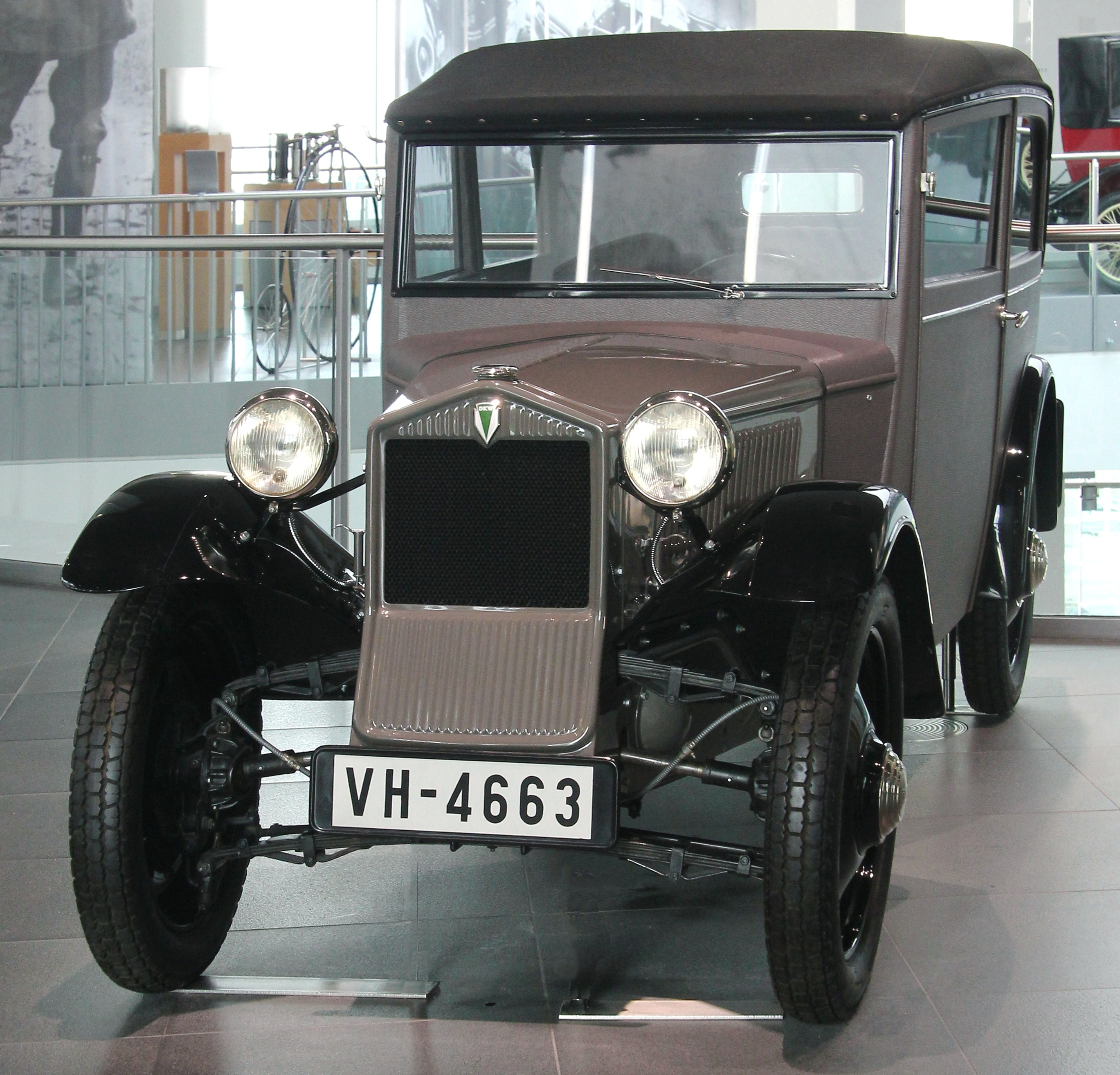
DKW F 1 im museum mobile in Ingolstadt

Im Jahr 1925 übernahm Rasmussen Reste aus dem Konkurs der Slaby-Beringer-Automobilgesellschaft m.b.H. und die Zschopauer Motorenwerke J.S. Rasmussen AG begann mit der Entwicklung und Produktion einer Droschke und eines Lieferwagens mit Elektroantrieb, die unter der Marke D.E.W. (Der elektrische Wagen) vermarktet wurden. Im Jahr 1927 begann dann die Entwicklung des DKW Typ P, eines Automobils, das von einem aus dem Motorradbau stammenden Zweizylindermotor angetrieben werden sollte. DKW baute zunächst Wagen mit Hinterradantrieb, unter anderem mit Vierzylindermotoren, die über zwei zusätzliche Zylinder als Ladepumpen verfügten, angefangen vom Modell 4=8 (1929). Die Vierzylindermodelle entpuppten sich jedoch als störanfällig und führten zu hohen Gewährleistungskosten.
1928 kaufte Rasmussen die Audiwerke AG Zwickau. Wichtigster Finanzier war die Sächsische Staatsbank; 1929 hielt sie 25 % der Aktien an Rasmussens Konzern.
Zu Beginn der 1930er Jahre wurde mit dem Kleinwagen DKW F 1 und allen weiteren „Frontwagen“ (geschützter Begriff) in der Geschichte des Automobils eine neue Technik im Serienfahrzeugbau eingeführt, denn der Frontantrieb verbesserte nicht bloß das Fahrverhalten im Vergleich zu den Wagen mit Standardantrieb (Motor vorn, Antrieb hinten), sondern verringerte auch das Gewicht. Im Jahr 1931 kostete der erste DKW Front (F 1) 1685 Reichsmark.
Die bis 1940 gebauten DKW-Wagen mit Hinterradantrieb kamen aus dem DKW-Werk Berlin-Spandau, die Fronttriebler wurden in Zwickau in dem zum Auto-Union-Konzern gehörenden Werk Audi hergestellt.
In den 1930er Jahren wurden in Deutschland häufig DKW-Motoren in Tragkraftspritzen der Feuerwehren eingebaut.

### 1932 – Fusion zur Auto Union AG
|  |  |  |  |  |  |  |  |  |  |  |  |  |  |  |  |  |  |  |  |  |  |  |  |  |  |  |  |  |  |
|  |  |  |  |  |  |  |  |  |  |  |  |  |  |  |  |  |  |  |  |  |  |  |  |  |  |  |  |  |  |
|  |  |  |  |  |  |  |  |  |  |  |  |  |  |  |  |  |  |  |  |  |  |  |  |  |  |  |  |  |  |

|  |  |  |  |  |  |

Die zum DKW-Konzern gehörenden Werke gerieten mit der Tochtergesellschaft Audiwerke im Zuge der Weltwirtschaftskrise in eine angespannte Finanzlage, sodass Richard Bruhn, Vertrauensmann der Staatsbank, und Rasmussen den Plan entwickelten, die beiden von Insolvenz bedrohten Unternehmen mit der Horchwerke AG zu vereinigen.
Daraufhin wurde im Juni 1932 rückwirkend zum 1. November 1931 die Auto Union AG mit Sitz in Chemnitz gegründet. Die Konzernverwaltung war in Zschopau im Zschopauer Motorenwerke J. S. Rasmussen untergebracht und wurde erst 1936 nach Chemnitz in die aufwendig umgebauten Presto-Werke verlegt. Der Konzern entstand aus der Fusion des Kleinwagen- und Motorradproduzenten Zschopauer Motorenwerke J. S. Rasmussen mit seiner Marke DKW und den Hauptwerken in Zschopau und Berlin-Spandau, der Audiwerke AG Zwickau und der Horchwerke AG (ebenfalls Zwickau). Die zuvor sanierten und umstrukturierten Zschopauer Motorenwerke waren als nunmehrige Auto Union AG aufnehmende Firma für die beiden zuvor entschuldeten Kapitalgesellschaften Audi und Horch, die als selbstständige Marken weiter existierten, jedoch mit der Konzerngründung im Zuge eines Aktientausches als Unternehmen de facto aufgelöst und zu Teilen des neuen Konzerns wurden. Beide Fahrzeughersteller wurden als Auto Union AG, Werk Horch bzw. Auto Union AG, Werk Audi weitergeführt.
Zur vierten Konzernmarke wurden die Automobile der Wanderer-Werke aus Schönau bei Chemnitz, dessen 1927 in Betrieb genommenes modernes Werk Siegmar auf zunächst zehn Jahre gepachtet wurde.

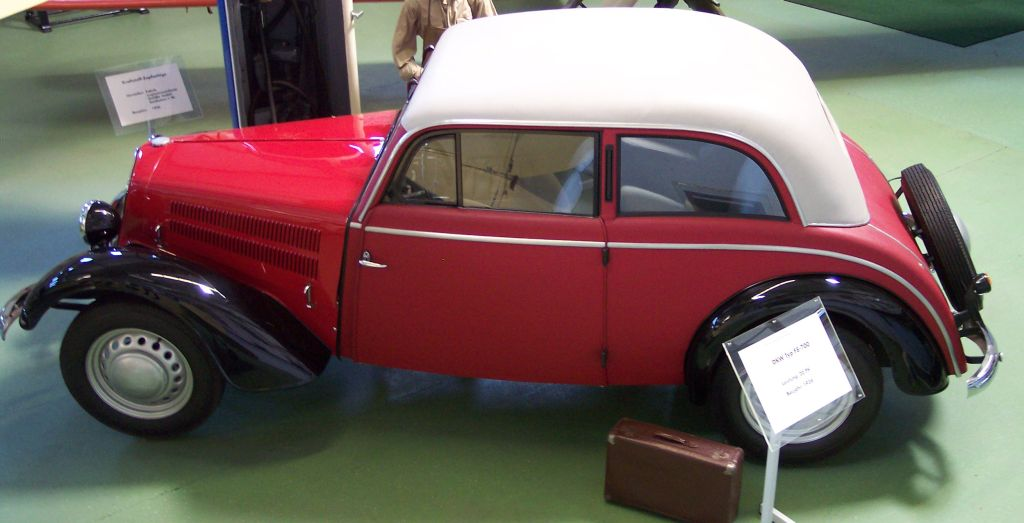
DKW F 8-700

Die Auto Union AG mit Audi, DKW, Horch und Wanderer war vor dem Zweiten Weltkrieg hinter Opel zweitgrößter deutscher Automobilproduzent, woran die im Audiwerk Zwickau gebauten kleinen DKW „Frontwagen“ der Typen F 1 bis F 8 mit Zweitaktmotoren stückzahlmäßig den größten Anteil hatten.
Unter dem Dach des Konzerns wurden Kleinwagen nach wie vor als DKW-Fahrzeuge verkauft und auch die drei anderen Werke fertigten weiter Fahrzeuge unter ihrer bisherigen Marke, ergänzt durch die vier Ringe der Auto Union. Allein die im Zwickauer Horch-Werk zwischen 1934 und 1939 entwickelten Auto-Union-Rennwagen traten bei den Grand-Prix-Rennen unter dem Konzernnamen auf.
Rasmussen, auf dessen Initiative der Zusammenschluss der vier Marken weitestgehend zurückging, gehörte zunächst dem Vorstand der Auto Union AG an. Meinungsverschiedenheiten insbesondere über Rasmussens Plan einer späteren Reprivatisierung der einzelnen Werke, sobald dies die wirtschaftliche Lage erlaube, führten jedoch dazu, dass er sich 1934 vom Aufsichtsrat beurlauben ließ, woraufhin sein Dienstvertrag zum 31. Dezember 1934 gekündigt wurde. Nach Rasmussens Ausscheiden wurde William Werner Technischer Direktor der Auto Union AG.
| Jahr | Zulassungszahlen | Produktionszahlen |
| ---- | ---------------- | ----------------- |
| 1933 | 10.300           | 9.534             |
| 1934 | 20.779           |                   |
| 1935 | 28.240           |                   |
| 1936 | 40.018           |                   |
| 1937 | 42.143           |                   |
| 1938 | 39.839           |                   |

Quelle:

### Ende in Mitteldeutschland
Das DKW-Stammwerk in Zschopau blieb von einer Bombardierung 1945 verschont. Zschopau und auch Chemnitz – wo die Konzernzentrale der Auto Union angesiedelt war – wurden bei Kriegsende von Einheiten der Roten Armee besetzt. Am 17. April 1945 besetzte die 3. US-Armee Zwickau mit den dortigen Auto-Union-Werken. Als die Amerikaner Ende Juni 1945 aus Thüringen und Südwestsachsen nach Bayern abgezogen waren, lagen auch diese Unternehmensteile in der sowjetischen Besatzungszone. Die Sowjetische Militäradministration in Deutschland (SMAD) ordnete bereits im August die Demontage von Produktionsanlagen an, und der Abtransport von Maschinen in die Sowjetunion als Teil der Reparationsleistungen begann.
Für die 1950 als Teil des DDR-Industrieverbandes Fahrzeugbau (IFA) in Zschopau wieder aufgenommene Motorradproduktion – es wurde die überwiegend auf Vorkriegsplänen basierende RT 125 hergestellt – wurde zuerst noch das Markenzeichen IFA-DKW verwendet. Ab 1. Oktober 1951 durfte aufgrund staatlicher Weisung DKW nicht mehr in der Bezeichnung erscheinen. Der Zusatz wurde aus den Modellbezeichnungen gestrichen, die fortan kurz IFA und ab 1956 MZ hießen.
Die Fahrzeugwerke in Zwickau wurden ebenfalls Teil des Industrieverbandes Fahrzeugbau. Als Weiterentwicklung des zuletzt vor dem Krieg produzierten DKW F 8 wurde ab 1949 der fast baugleiche IFA F 8 produziert. Historische Bilder zeigen die Verwendung des DKW-Emblems am Kühlergrill bis mindestens 1951. Später wurde die Verwendung offenbar aufgegeben.

### Neubeginn in Bayern und im Rheinland
Am Ende des Zweiten Weltkriegs befanden sich allein in der späteren Trizone noch mehr als 65.000 Reichs- und Meisterklasse-Wagen und auch im Ausland lief noch eine beträchtliche Anzahl dieser Fahrzeuge. Auf dieser Grundlage gab es einen der ersten Schritte zur Schaffung einer neuen Auto Union: Zur Absicherung ihrer Ersatzteilversorgung wurde im Dezember 1945 für ein noch gut bestücktes Ersatzteillager in Ingolstadt die Zentraldepot für Auto Union Ersatzteile GmbH gegründet. In Chemnitz bestand noch die Auto Union AG. Im Zuge ihrer Löschung im Chemnitzer Handelsregister im August 1948 wurde die Sicherung der Marke „Auto Union“ versäumt. Daher konnte Anfang September 1949 mit Krediten der Bayerischen Staatsregierung und Marshallplan-Hilfen die Zentraldepot für Auto Union Ersatzteile GmbH in Auto Union GmbH umbenannt werden (1969 Fusion zur Audi NSU Auto Union).
Die Produktion von Kraftfahrzeugen der Marke DKW wurde in Ingolstadt wieder aufgenommen: zunächst mit dem DKW-Schnellaster und dem Motorrad DKW RT 125 W (W stand für West, da in Zschopau auch eine RT 125 nach Vorkriegsplänen gebaut wurde). In Düsseldorf-Derendorf, wo ab 1951 das ehemalige Werk II von Rheinmetall-Borsig gepachtet werden konnte, lief der DKW Meisterklasse (F 89) vom Band. Der quer eingebaute Zweizylinder-Zweitakt-Reihenmotor mit Schnürle-Umkehrspülung und 23 PS Leistung, dessen Konstruktion auf den 1933 vorgestellten DKW „Reichsklasse“ (F 2) zurückging, wurde bereits im Vorkriegsmodell F 8 verwendet. Die Karosserie entsprach dem vor Beginn des Zweiten Weltkriegs fertig entwickelten F 9. Erst 1953 war im F 91 ein längs eingebauter Dreizylinder-Zweitaktmotor (34 PS) verfügbar. Der DKW F 93 mit 38-PS-Motor und 10 cm breiterer Karosserie kam 1955 auf den Markt und wurde im Februar 1957 vom F 94 abgelöst.
Auf Initiative ihres Großaktionärs Friedrich Flick erwarb im April 1958 die Daimler-Benz AG die Aktienmehrheit an der kapitalschwachen Auto Union GmbH. Ein sichtbares Zeichen war der Tachometer mit stehender Anzeigesäule im neuen Auto Union 1000. Das „Fieberthermometer“ fand sich später auch im Mercedes-Benz W 110 („Kleine Flosse“) wieder. Die DKW-Zweitürer bekamen eine modische Panoramascheibe vorn; die technische Basis aus den 1930er Jahren blieb jedoch weitgehend unverändert. Fast 25 Jahre nach ihrer Entwicklung lief Mitte 1963 die Produktion der F-9-X- bzw. Auto-Union-1000-Modelle aus.
Die Motorradfertigung wurde 1958 an die in Nürnberg unter Beteiligung von Victoria und den Express Werken neu gegründete Zweirad Union abgegeben, wo aber nur noch geringe Stückzahlen der Modelle RT 175 VS und RT 200 VS entstanden. Hauptsächlich wurden Mopeds (Hummel) und Kleinkrafträder gebaut.
Als Lizenzbau wurden DKW-Fahrzeuge auch von anderen Unternehmen hergestellt, so in Vitoria (Baskenland, Spanien) von IMOSA (Industrias del Motor S.A., heute Mercedes-Benz España, S.A) oder in São Paulo, Brasilien von VEMAG (Veículos e Máquinas Agrícolas S.A.), die 1967 von Volkswagen do Brasil übernommen wurde.

## DKW-Automobile

### Modelle mit Hinterradantrieb aus Berlin-Spandau (1928–1940)
| Typ                   | Bauzeitraum | Motorbauart | Hubraum  | Leistung                | Höchstgeschwindigkeit |
| --------------------- | ----------- | ----------- | -------- | ----------------------- | --------------------- |
| Typ P (15 PS)         | 1928/1929   | R2          | 584 cm³  | 15 PS (11 kW)           | 80 km/h               |
| Typ P 4=8 (25 PS)     | 1929        | V4          | 980 cm³  | 25 PS (18,4 kW)         | 90 km/h               |
| Typ PS 600 Sport      | 1930/1931   | R2          | 584 cm³  | 18 PS (13,2 kW)         | 100 km/h              |
| Typ V 800 4=8         | 1930/1931   | V4          | 782 cm³  | 20 PS (14,7 kW)         | 85 km/h               |
| Typ V 1000 4=8        | 1931/1932   | V4          | 990 cm³  | 25 PS (18,4 kW)         | 90 km/h               |
| Typ 432 Sonderklasse  | 1932        | V4          | 990 cm³  | 25 PS (18,4 kW)         | 95 km/h               |
| Typ 1001 Sonderklasse | 1932–1934   | V4          | 990 cm³  | 26 PS (19,1 kW)         | 90 km/h               |
| Schwebeklasse         | 1934/1935   | V4          | 990 cm³  | 26–30 PS (19,1–22,1 kW) | 90 km/h               |
| Schwebeklasse         | 1935–1937   | V4          | 1054 cm³ | 32 PS (23,5 kW)         | 95 km/h               |
| Sonderklasse          | 1937–1940   | V4          | 1054 cm³ | 32 PS (23,5 kW)         | 95 km/h               |

### Frontantriebsmodelle aus Zwickau (1931–1942)

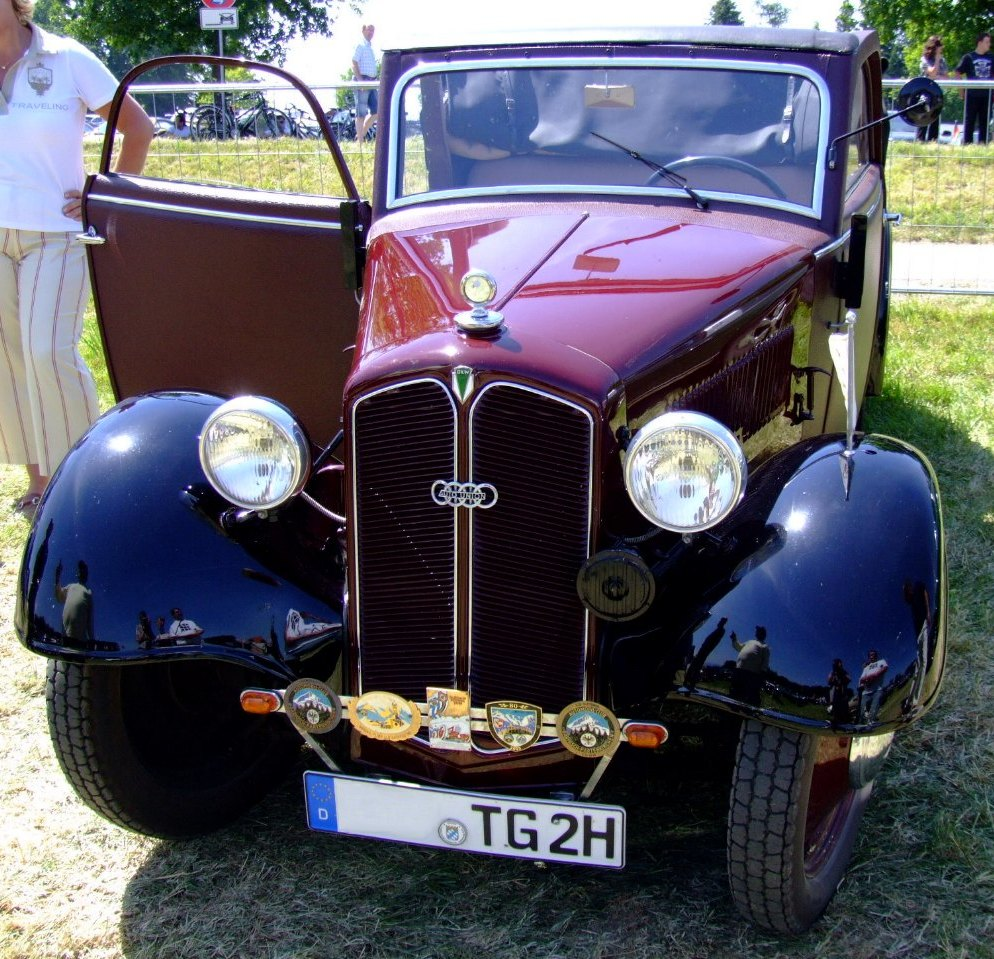
DKW F 7

| Typ                           | Bauzeitraum     | Motorbauart | Hubraum | Leistung        | Höchstgeschwindigkeit |
| ----------------------------- | --------------- | ----------- | ------- | --------------- | --------------------- |
| F 1 FA 600                    | 1931/1932       | R2          | 584 cm³ | 15 PS (11 kW)   | 75 km/h               |
| F 2 Meisterklasse 601         | 1932/1933       | R2          | 584 cm³ | 15 PS (11 kW)   | 75 km/h               |
| F 2 Reichsklasse              | 1933–1935       | R2          | 584 cm³ | 18 PS (13,2 kW) | 80 km/h               |
| F 2 Meisterklasse 701         | 1933–1935       | R2          | 692 cm³ | 20 PS (14,7 kW) | 85–90 km/h            |
| F 4 Meisterklasse             | 1934/1935       | R2          | 692 cm³ | 20 PS (14,7 kW) | 85 km/h               |
| F 5 Reichsklasse 600          | 1935/1936       | R2          | 584 cm³ | 18 PS (13,2 kW) | 80 km/h               |
| F 5 Meisterklasse 700         | 1935/1936       | R2          | 692 cm³ | 20 PS (14,7 kW) | 85 km/h               |
| F 5 K Zweisitzer 600          | 1936            | R2          | 584 cm³ | 18 PS (13,2 kW) | 80 km/h               |
| F 5 Front Luxus Cabriolet 700 | 1936/1937       | R2          | 692 cm³ | 20 PS (14,7 kW) | 85 km/h               |
| F 5 K Front Luxus Sport 700   | 1936/1937       | R2          | 692 cm³ | 20 PS (14,7 kW) | 90 km/h               |
| F 7 Reichsklasse 600          | 1937/1938       | R2          | 584 cm³ | 18 PS (13,2 kW) | 80 km/h               |
| F 7 Meisterklasse 700         | 1937/1938       | R2          | 692 cm³ | 20 PS (14,7 kW) | 85 km/h               |
| F 7 Front Luxus Cabriolet     | 1938            | R2          | 692 cm³ | 20 PS (14,7 kW) | 85 km/h               |
| F 8 Reichsklasse 600          | 1939/1940       | R2          | 589 cm³ | 18 PS (13,2 kW) | 80 km/h               |
| F 8 Front Luxus Cabriolet 700 | 1939/1940       | R2          | 692 cm³ | 20 PS (14,7 kW) | 85 km/h               |
| F 8 Meisterklasse 700         | 1939–1942       | R2          | 692 cm³ | 20 PS (14,7 kW) | 85 km/h               |
| F 9 (Prototyp)                | geplant ab 1940 | R3          | 896 cm³ | 28 PS (20,6 kW) | 110 km/h              |

### Frontantriebsmodelle aus Ingolstadt und Düsseldorf (1950–1968)
Die Auto Union GmbH fertigte bis 1968 Automobile unter dem Namen DKW.
| Typ                             | Bauzeitraum                               | Motorbauart | Hubraum     | Leistung                | Höchstgeschwindigkeit |
| ------------------------------- | ----------------------------------------- | ----------- | ----------- | ----------------------- | --------------------- |
| DKW-Schnellaster                | 1949–1962                                 | R2 bzw. R3  | 688–896 cm³ | 20–32 PS (14,7–23,5 kW) | 70–90 km/h            |
| F 89 Meisterklasse              | 1950–1954                                 | R2          | 684 cm³     | 23 PS (16,9 kW)         | 95–100 km/h           |
| F 91 Sonderklasse               | 1953–1957                                 | R2          | 896 cm³     | 34 PS (25 kW)           | 110–120 km/h          |
| F 91/4 Munga                    | 1954–1956 – nur Vorserie – Versuchsträger | R2          | 896 cm³     | 38 PS (27,9 kW)         | 98 km/h               |
| F 93/94 Großer DKW 3=6          | 1955–1957                                 | R2          | 906 cm³     | 38 PS (27,9 kW)         | 123 km/h              |
| Monza                           | 1956                                      | R2          | 896 cm³     | 40 PS (29,4 kW)         | 130 km/h              |
| F 91/4 Munga                    | 1956–1959                                 | R2          | 896 cm³     | 40 PS (29,4 kW)         | 98 km/h               |
| Monza                           | 1957/1958                                 | R2          | 980 cm³     | 44–50 PS (32,4–36,8 kW) | 135 km/h              |
| F 93/94 Großer DKW 3=6          | 1957–1959                                 | R2          | 906 cm³     | 40 PS (29,4 kW)         | 115 km/h              |
| Auto Union 1000                 | 1957–1960                                 | R2          | 980 cm³     | 44 PS (32,4 kW)         | 120–130 km/h          |
| Auto Union 1000 Sp              | 1958–1965                                 | R2          | 980 cm³     | 55 PS (40,5 kW)         | 140 km/h              |
| F 91 Typ 4 + 6 Munga            | 1958–1968                                 | R2          | 980 cm³     | 44 PS (32,4 kW)         | 98 km/h               |
| F 91 Typ 8 verlängerte Pritsche | 1962–1968                                 | R2          | 980 cm³     | 44 PS (32,4 kW)         | 95 km/h               |
| Auto Union 1000 S               | 1959–1963                                 | R2          | 980 cm³     | 50 PS (36,8 kW)         | 125–135 km/h          |
| Junior                          | 1959–1962                                 | R2          | 741 cm³     | 34 PS (25 kW)           | 114 km/h              |
| Junior de Luxe                  | 1961–1963                                 | R2          | 796 cm³     | 34 PS (25 kW)           | 116 km/h              |
| F 11                            | 1963–1965                                 | R2          | 796 cm³     | 34 PS (25 kW)           | 116 km/h              |
| F 12                            | 1963–1965                                 | R2          | 889 cm³     | 40 PS (29,4 kW)         | 124 km/h              |
| F 12 (45 PS)                    | 1964/1965                                 | R2          | 889 cm³     | 45 PS (33,1 kW)         | 127–128 km/h          |
| F 102                           | 1964–1966                                 | R2          | 1175        | 60 PS (44,1 kW)         | 135 km/h              |

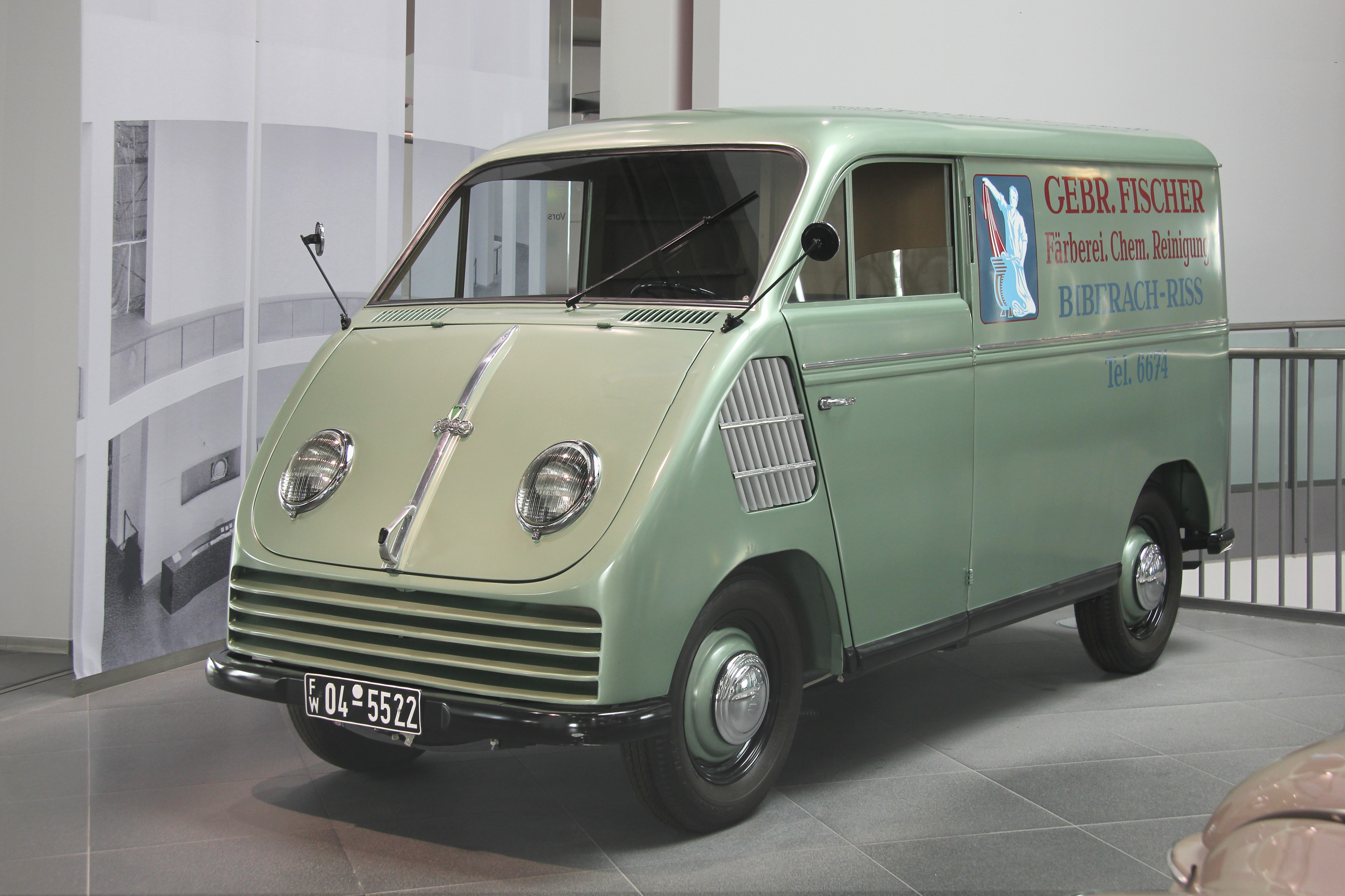
DKW-Schnellaster
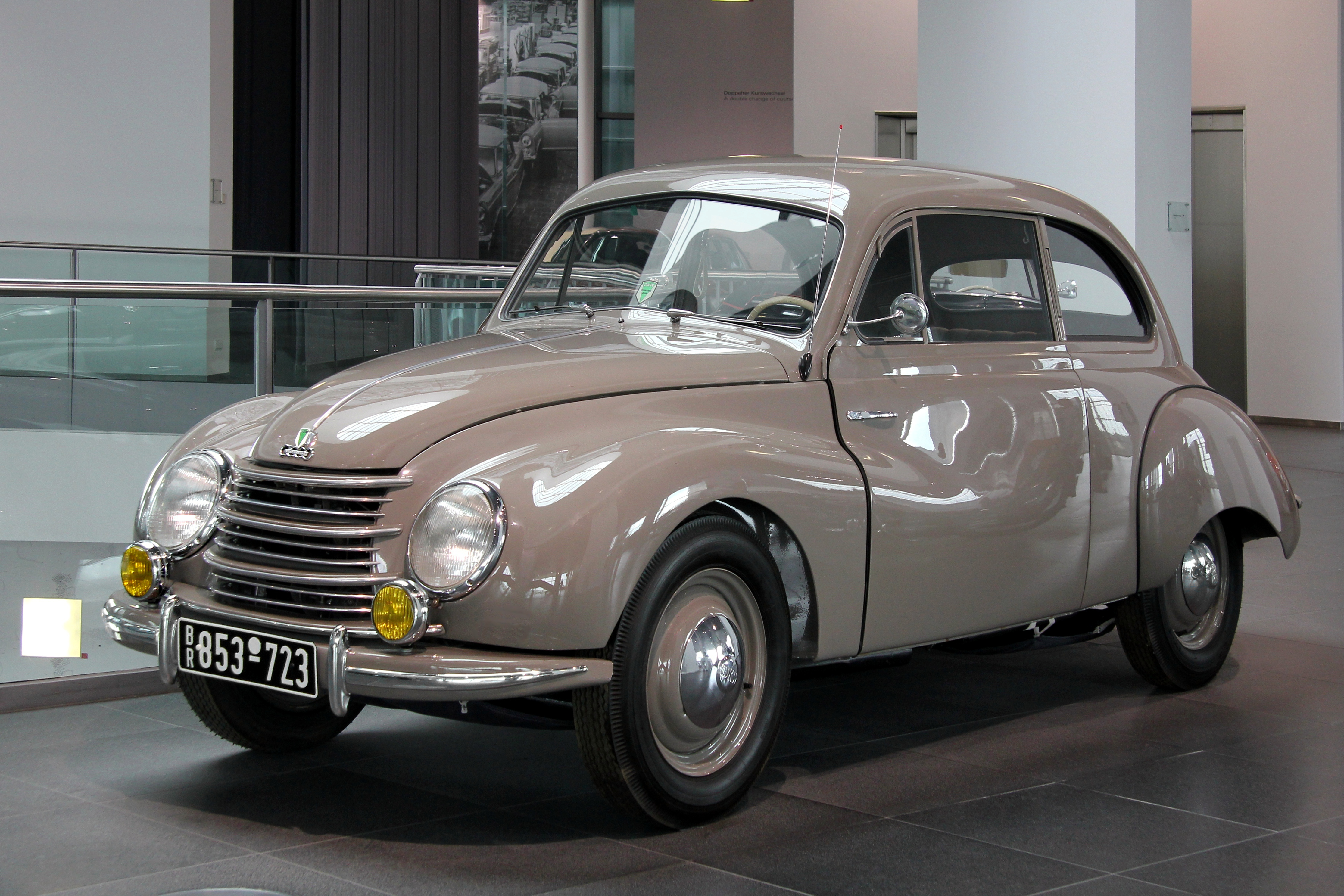
DKW Meisterklasse (F 89)
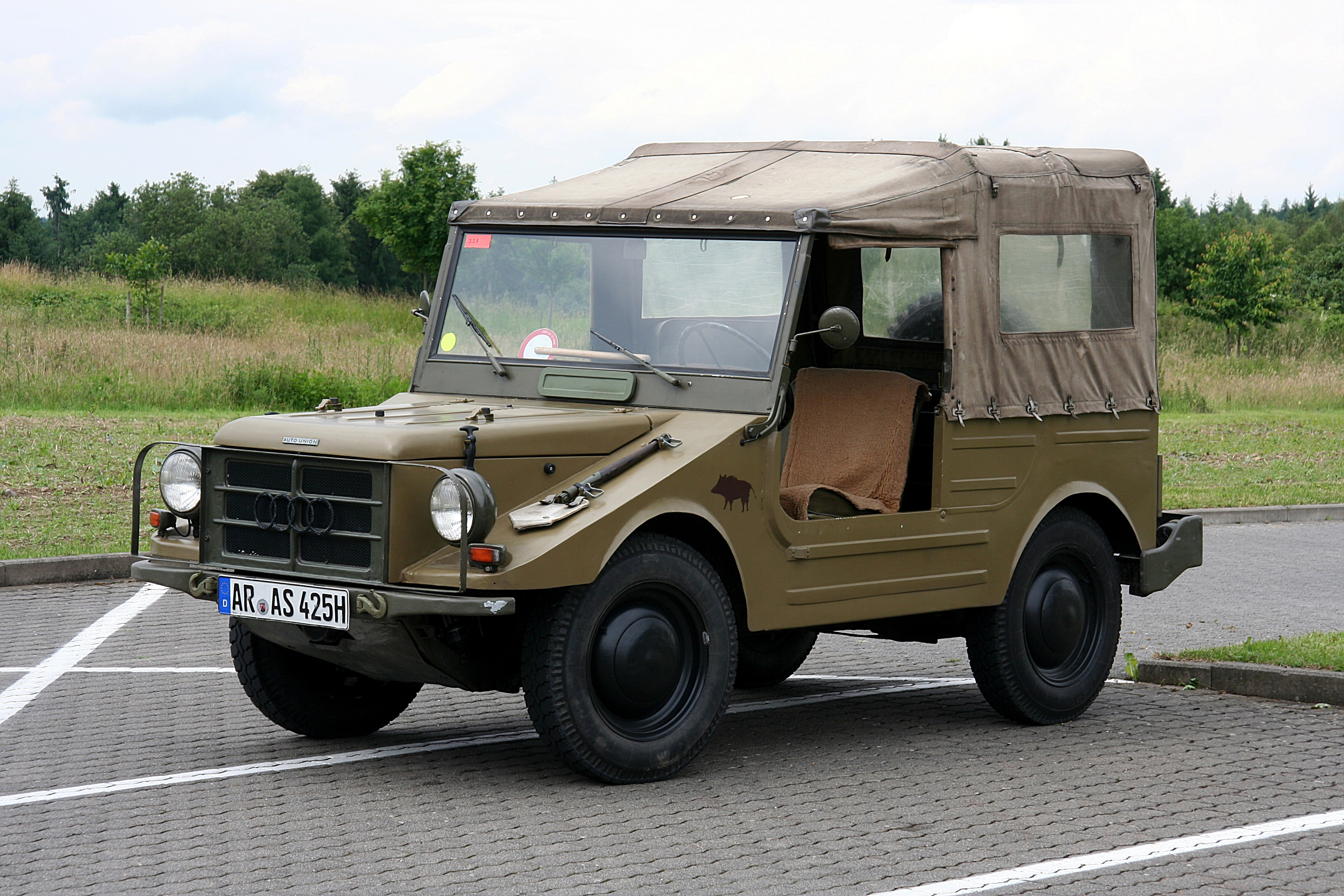
DKW Munga
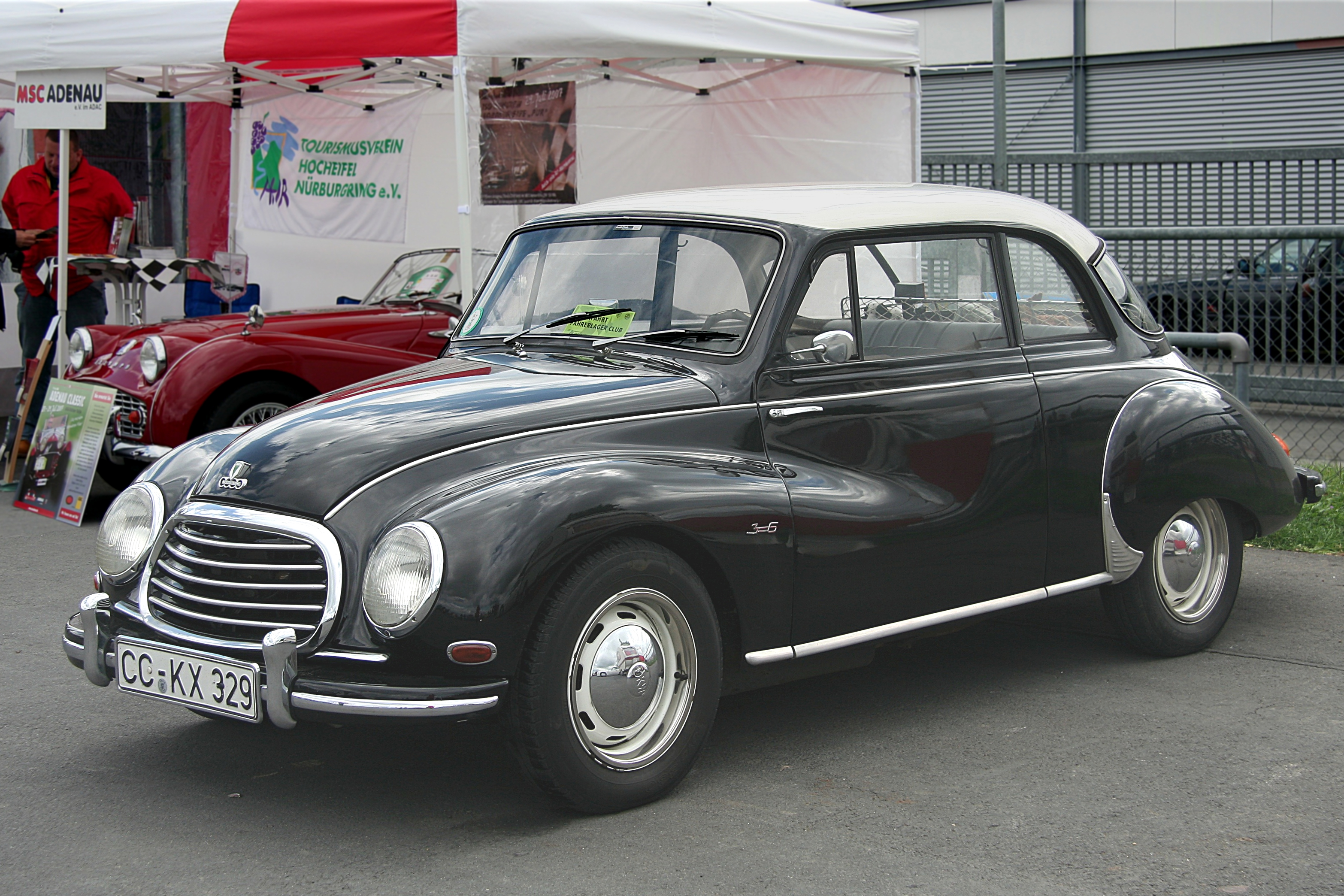
DKW 3=6 (F 93)
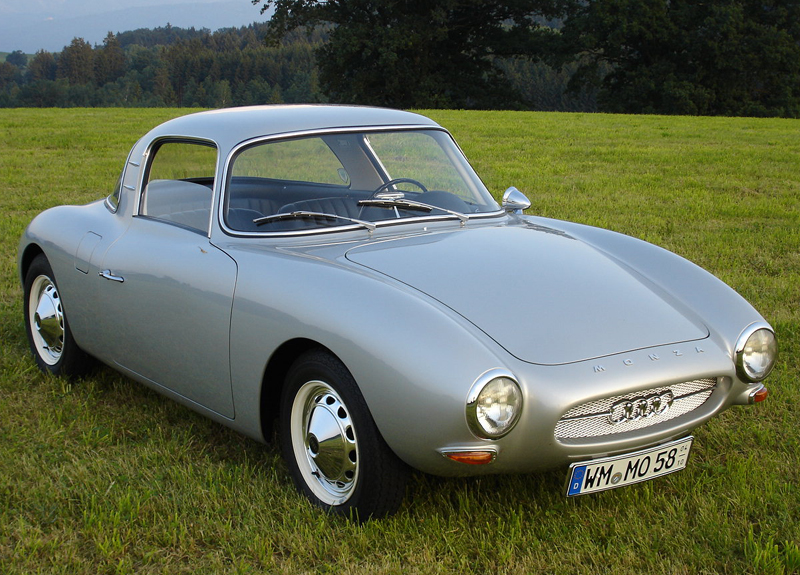
DKW Monza
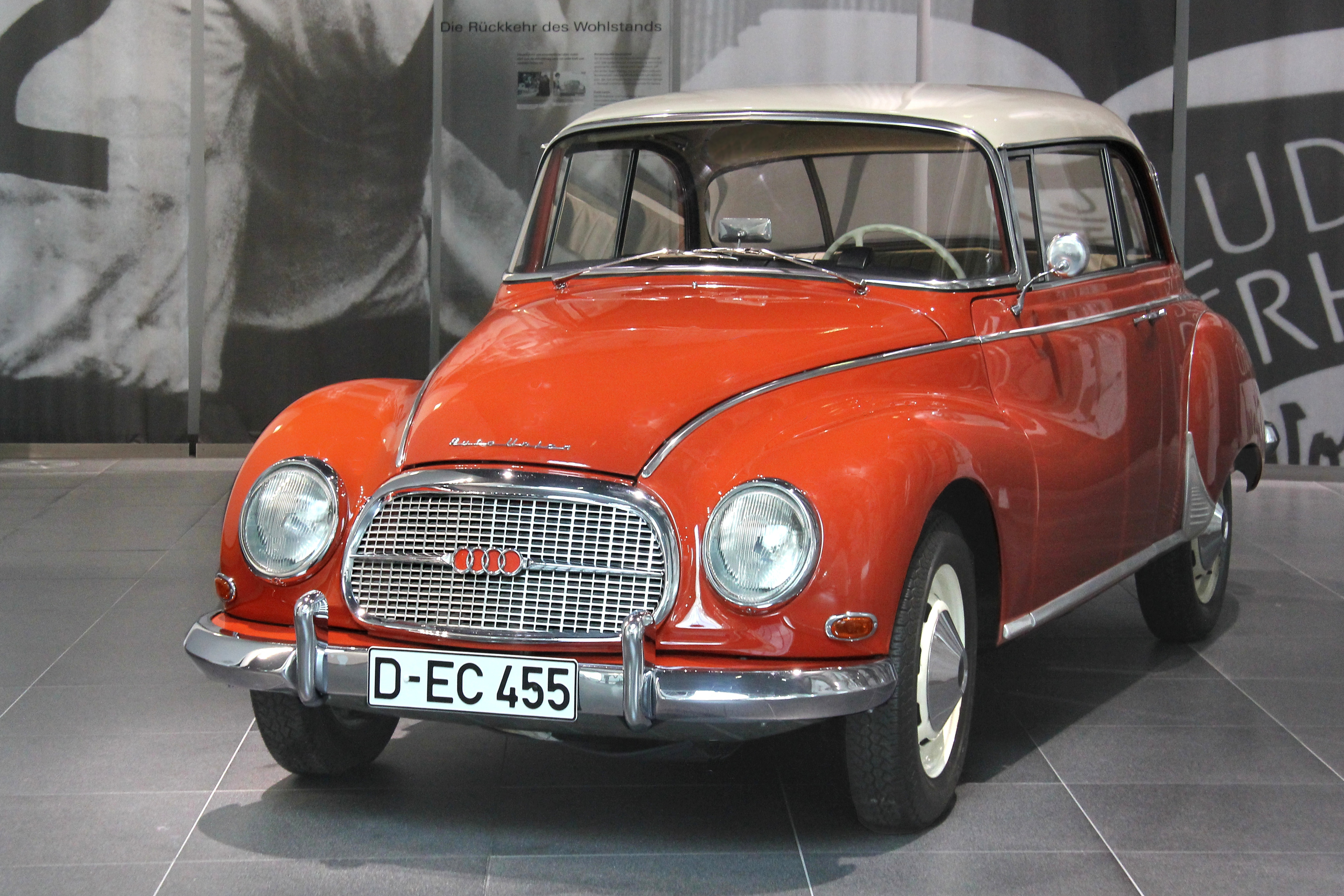
Auto Union 1000 S Coupé
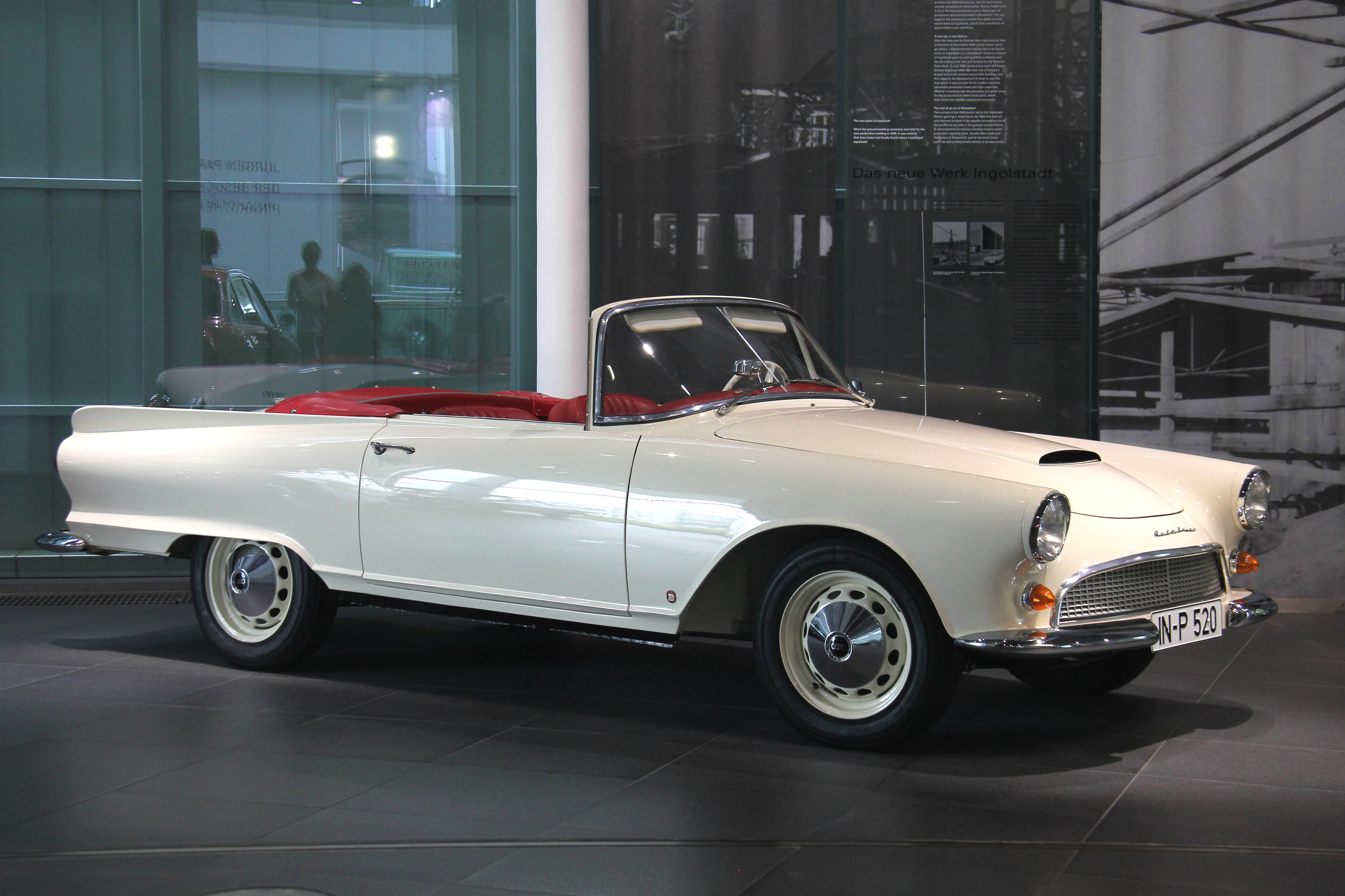
Auto Union 1000 Sp
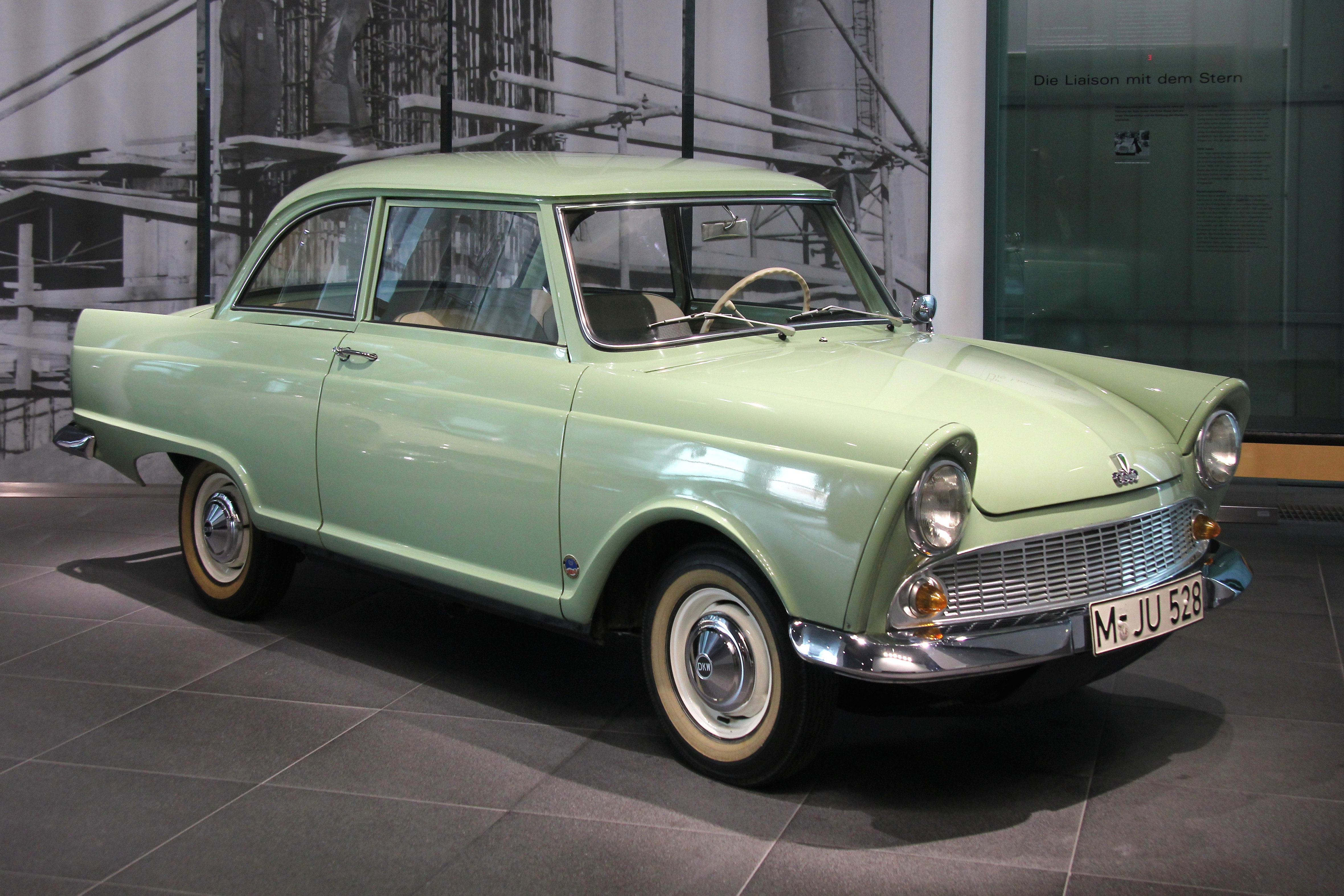
DKW Junior
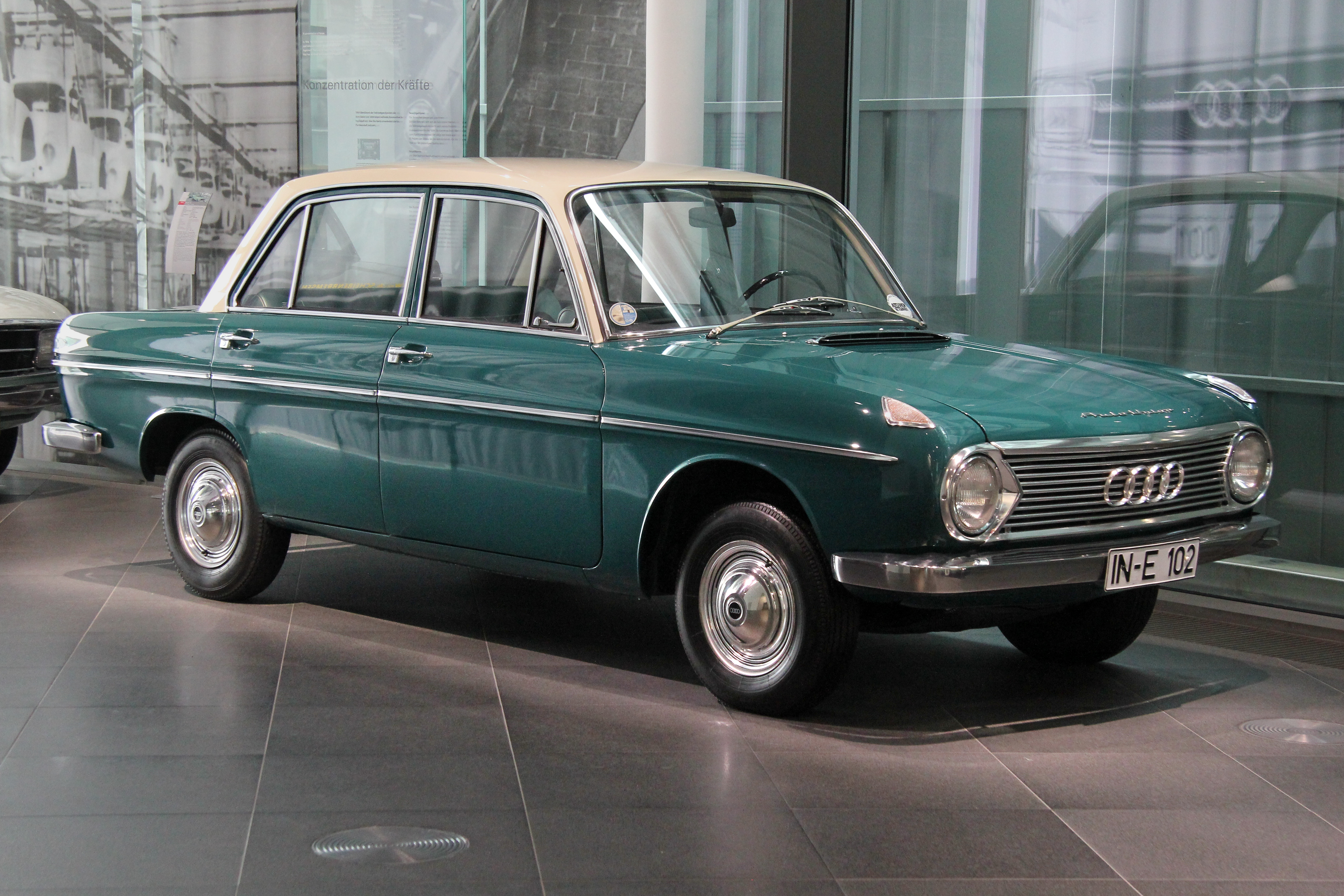
DKW F 102

Nach Übernahme der Auto Union GmbH durch den Volkswagen-Konzern wurde die Produktion von Zweitakt-Fahrzeugen eingestellt und die Marke „DKW“ fallengelassen. Das letzte Pkw-Modell war der F 102, dessen Produktion im Jahr 1966 eingestellt wurde. Der aus ihm weiterentwickelte F103 wurde als erster unter dem Namen „Audi“ vermarktet. Der Geländewagen Munga wurde noch bis 1968 für die Bundeswehr gebaut.

## DKW-Motorräder und -Motorroller

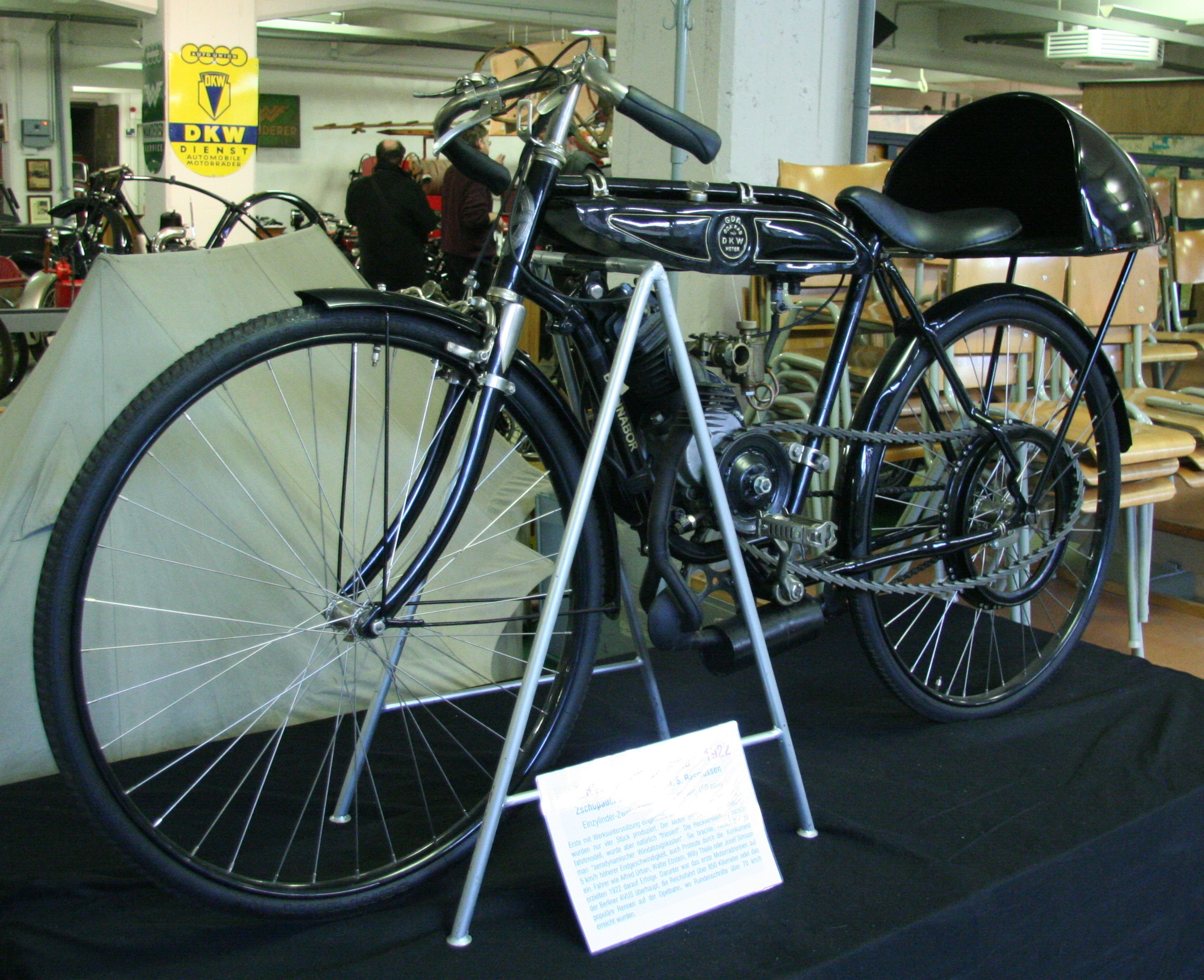
DKW-Rennmaschine von 1922 im Museum für sächsische Fahrzeuge
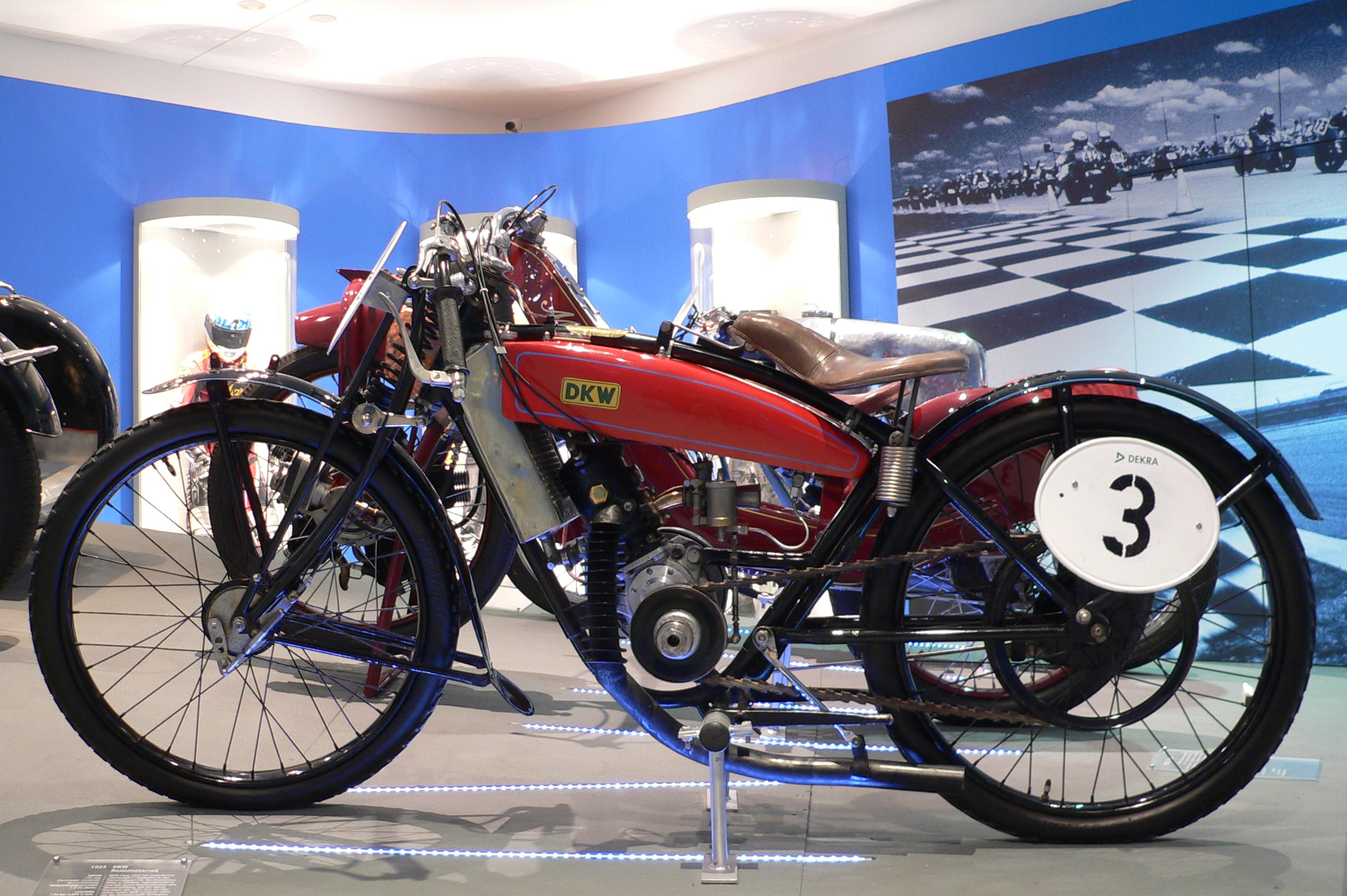
DKW-Rennmaschine von 1925 im Zweirad-Museum Neckarsulm
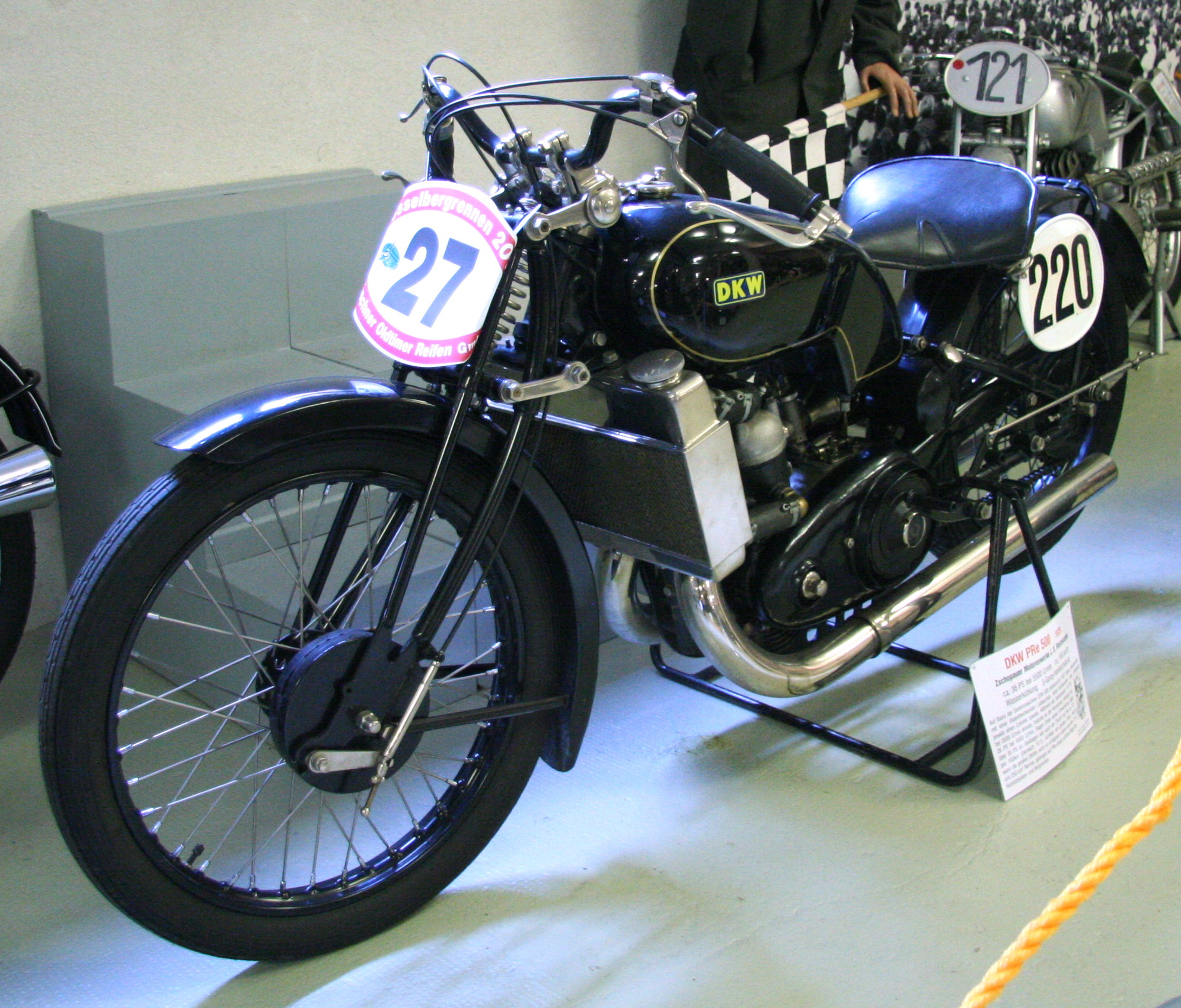
DKW-Rennmaschine PRe 500 (1929)
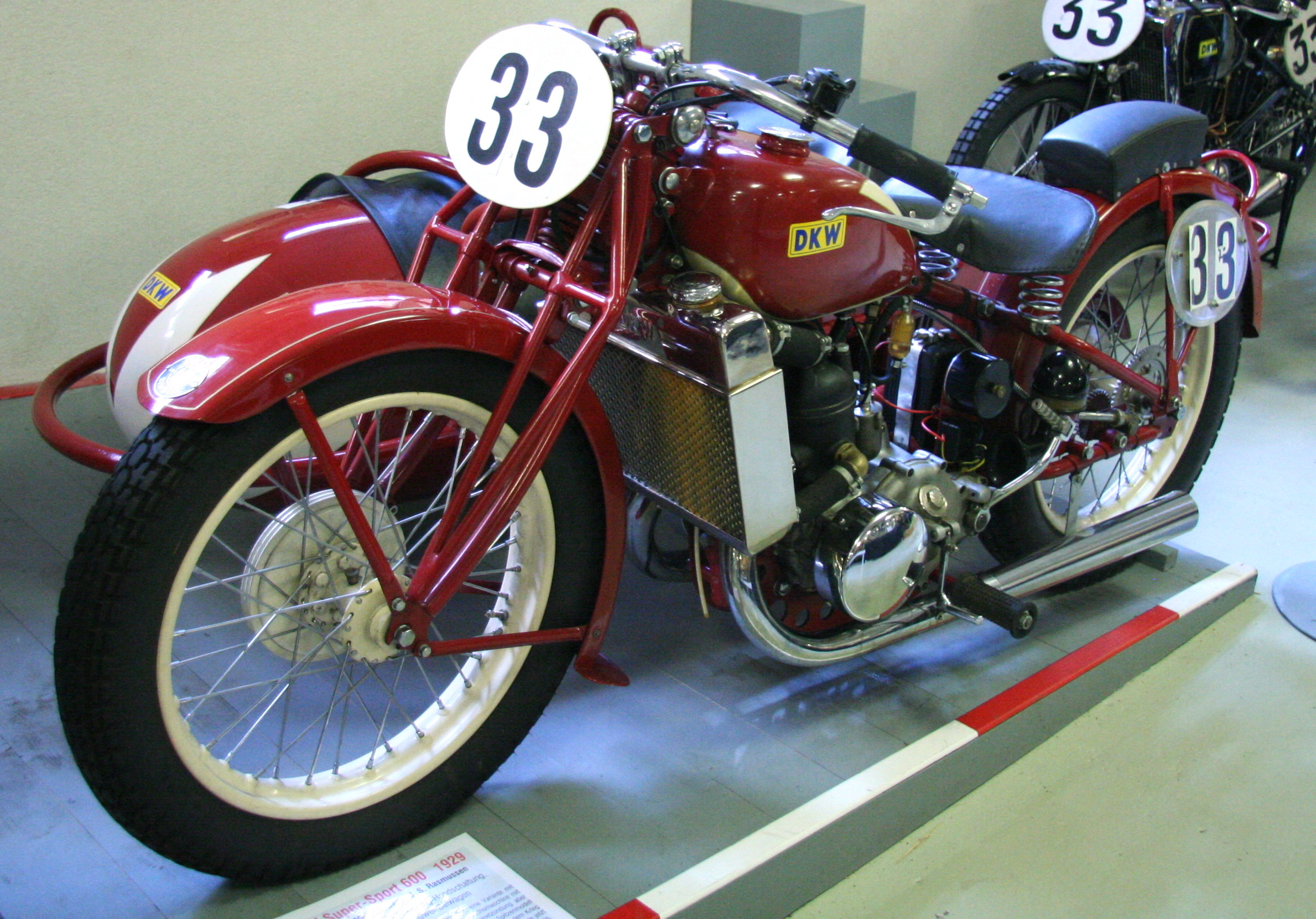
DKW SS 600 (1929)
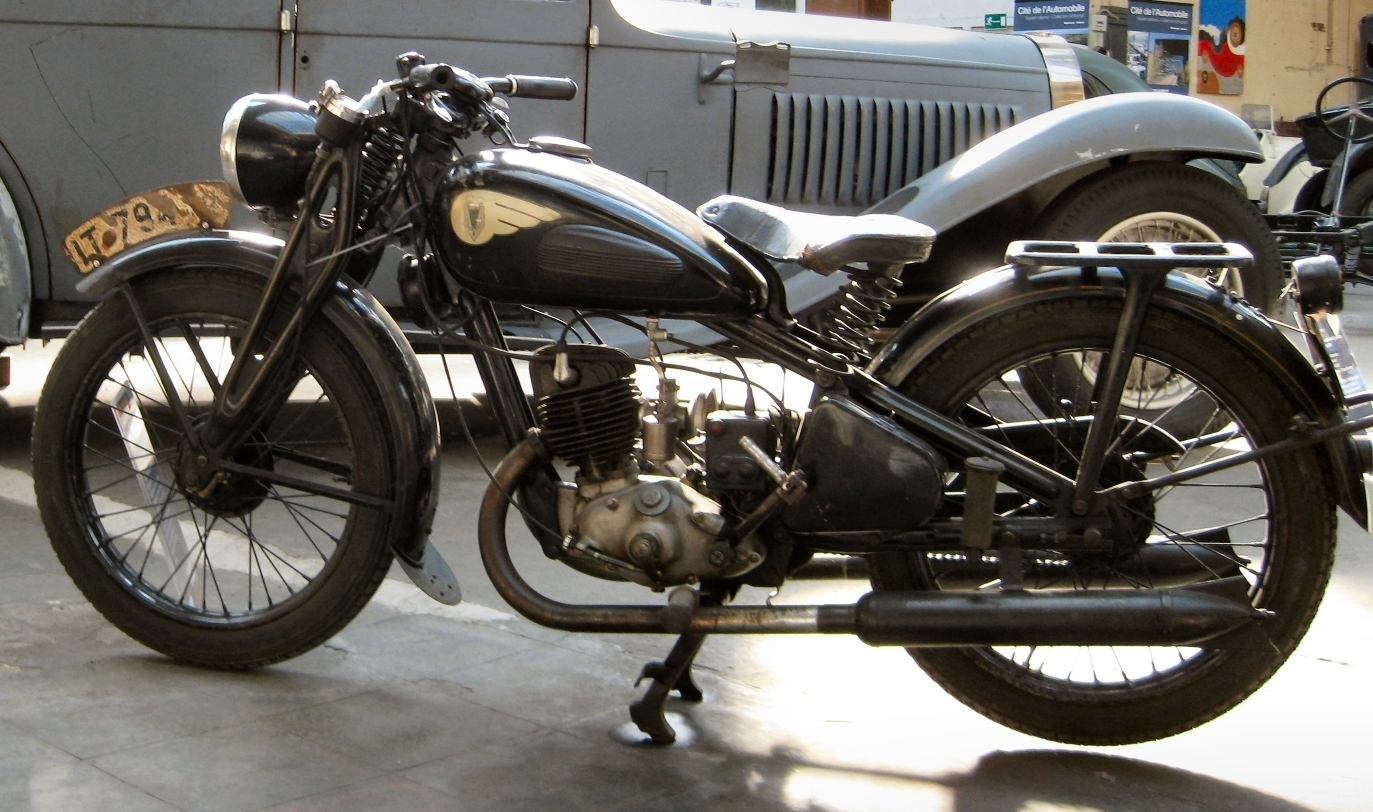
DKW KM 200 (1938)
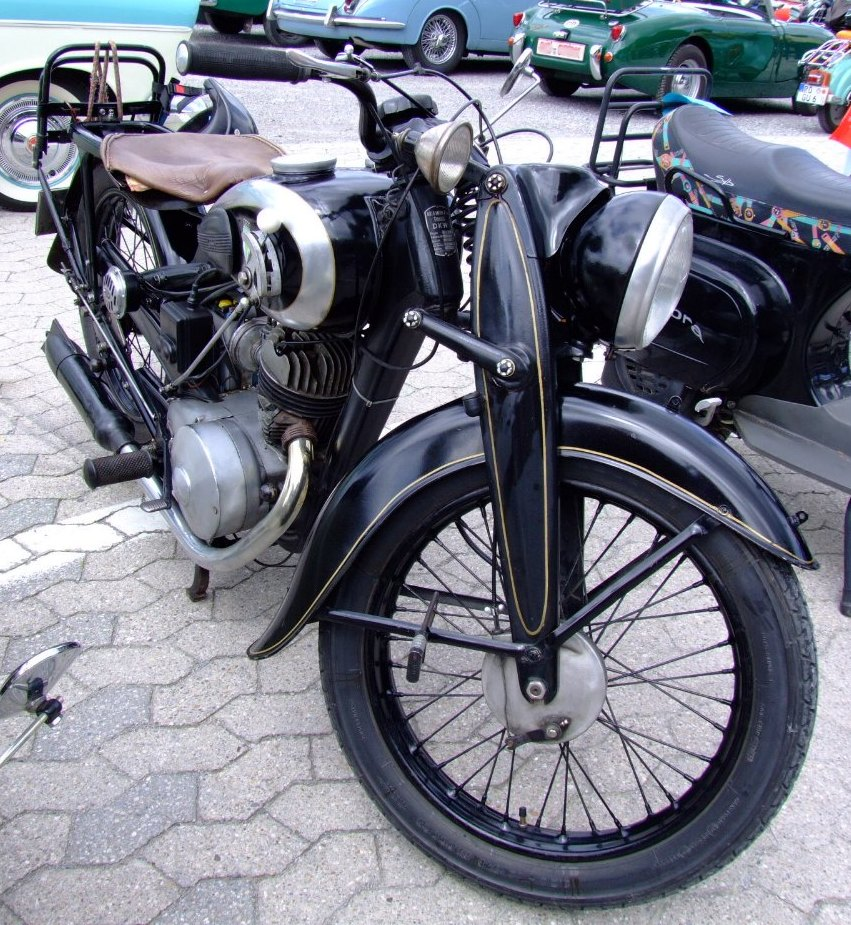
DKW NZ 250 (1939)
DKW NZ 350-1, Wehrmachts-Ausführung (1944)
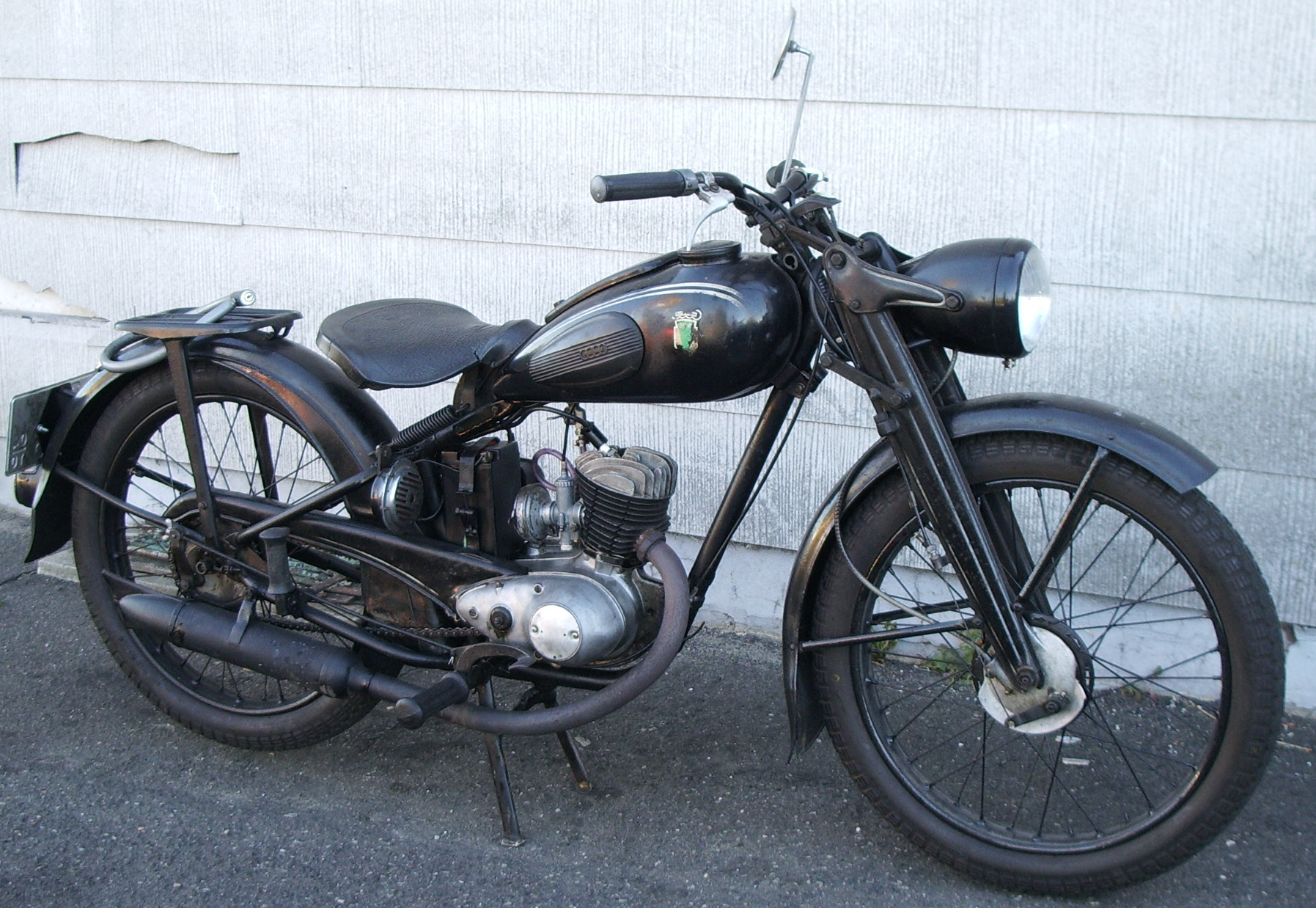
DKW RT 125 W (1950)
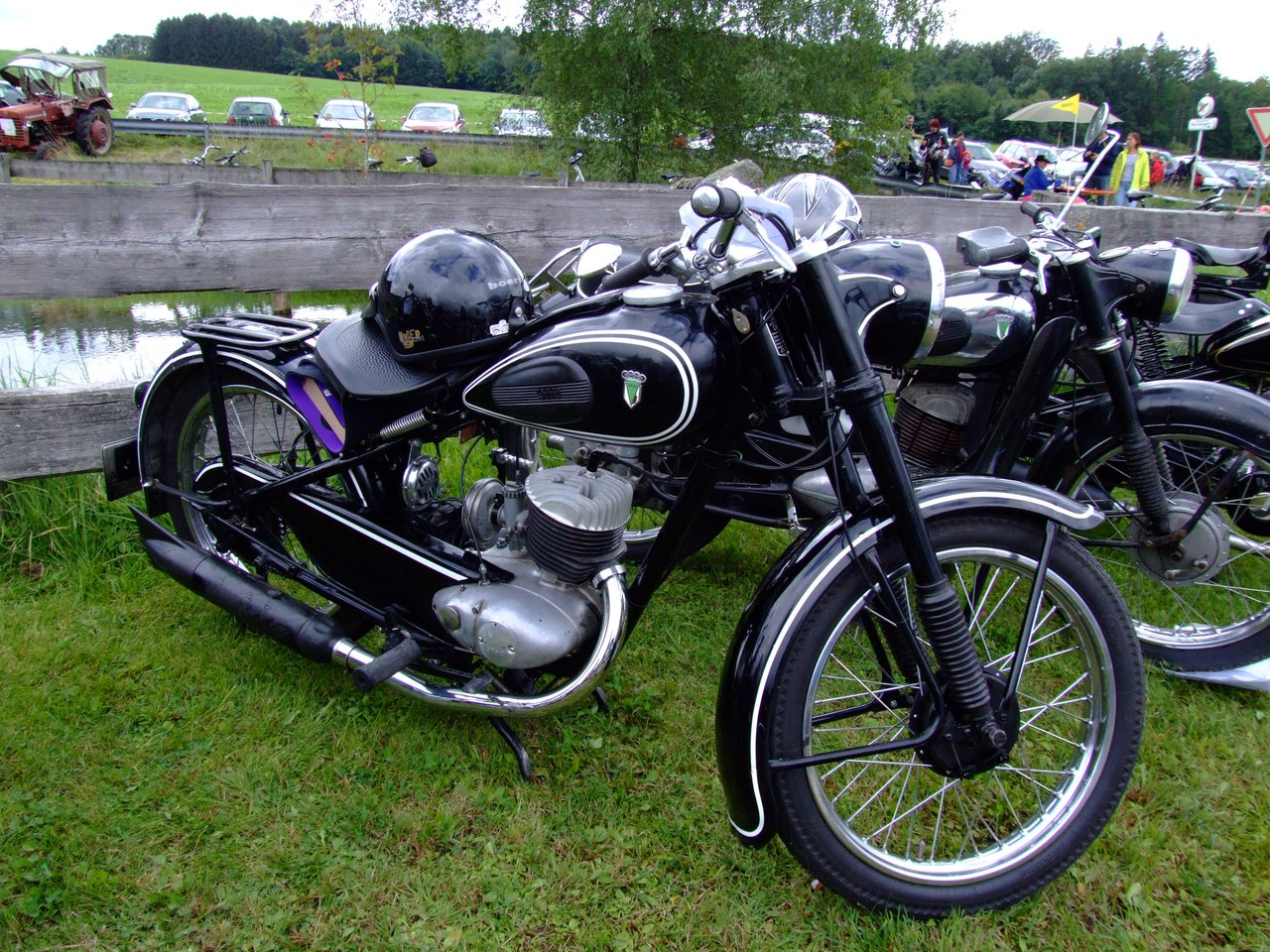
DKW RT 200 (1952)
DKW RT 250 H (1953)
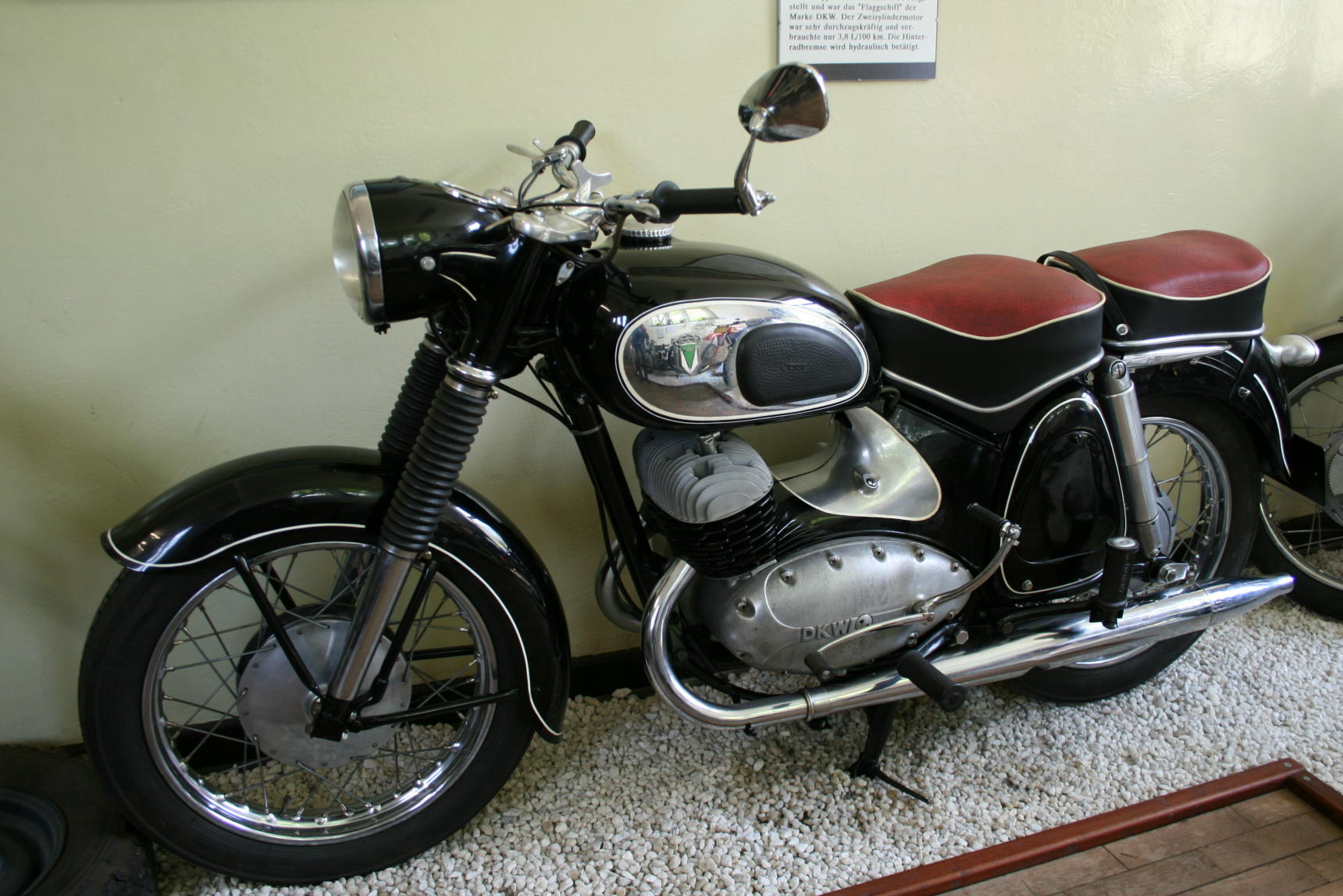
DKW RT 350 S (1955) im Motorradmuseum Ibbenbüren
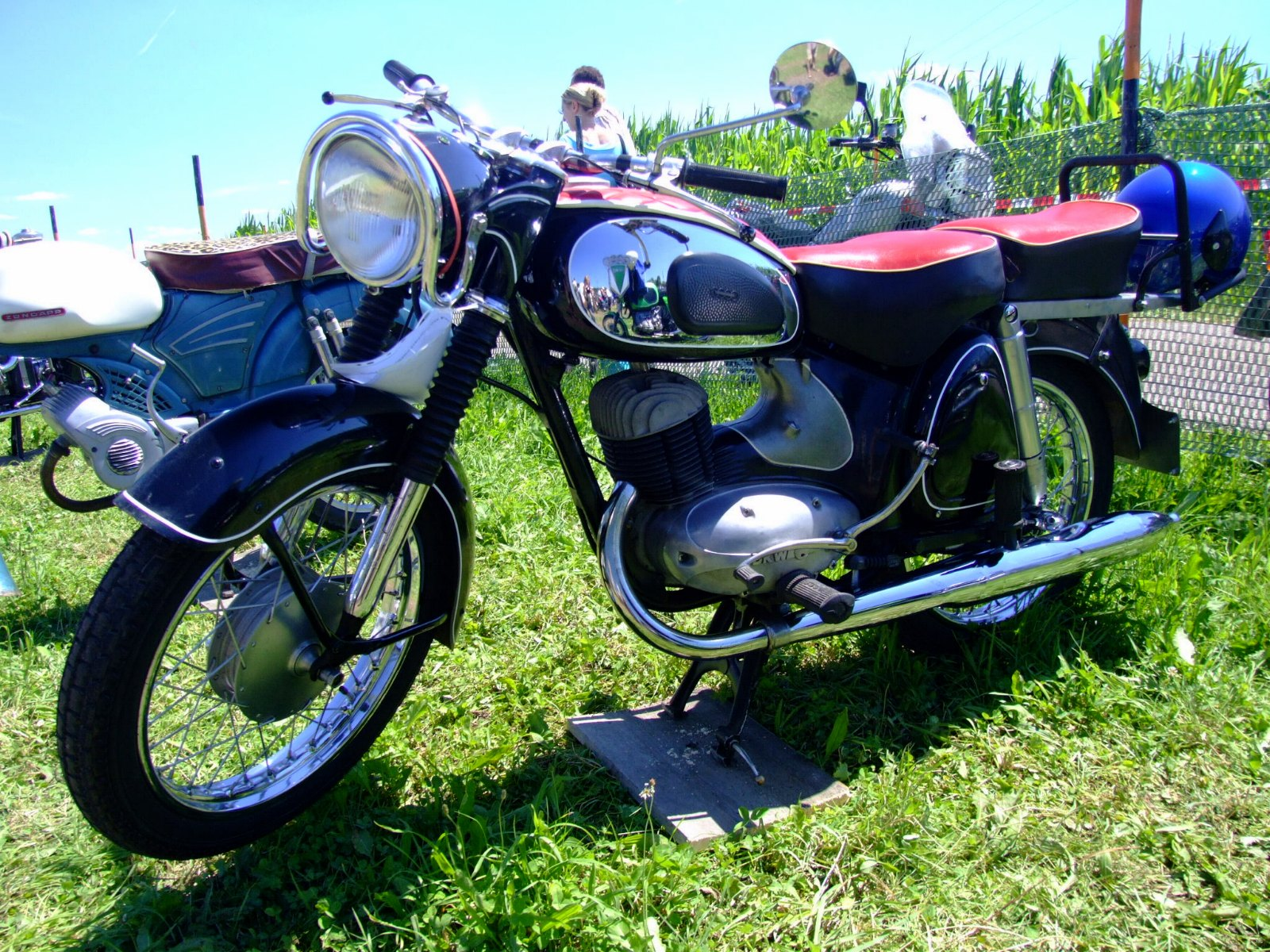
DKW RT 175 S (1955)
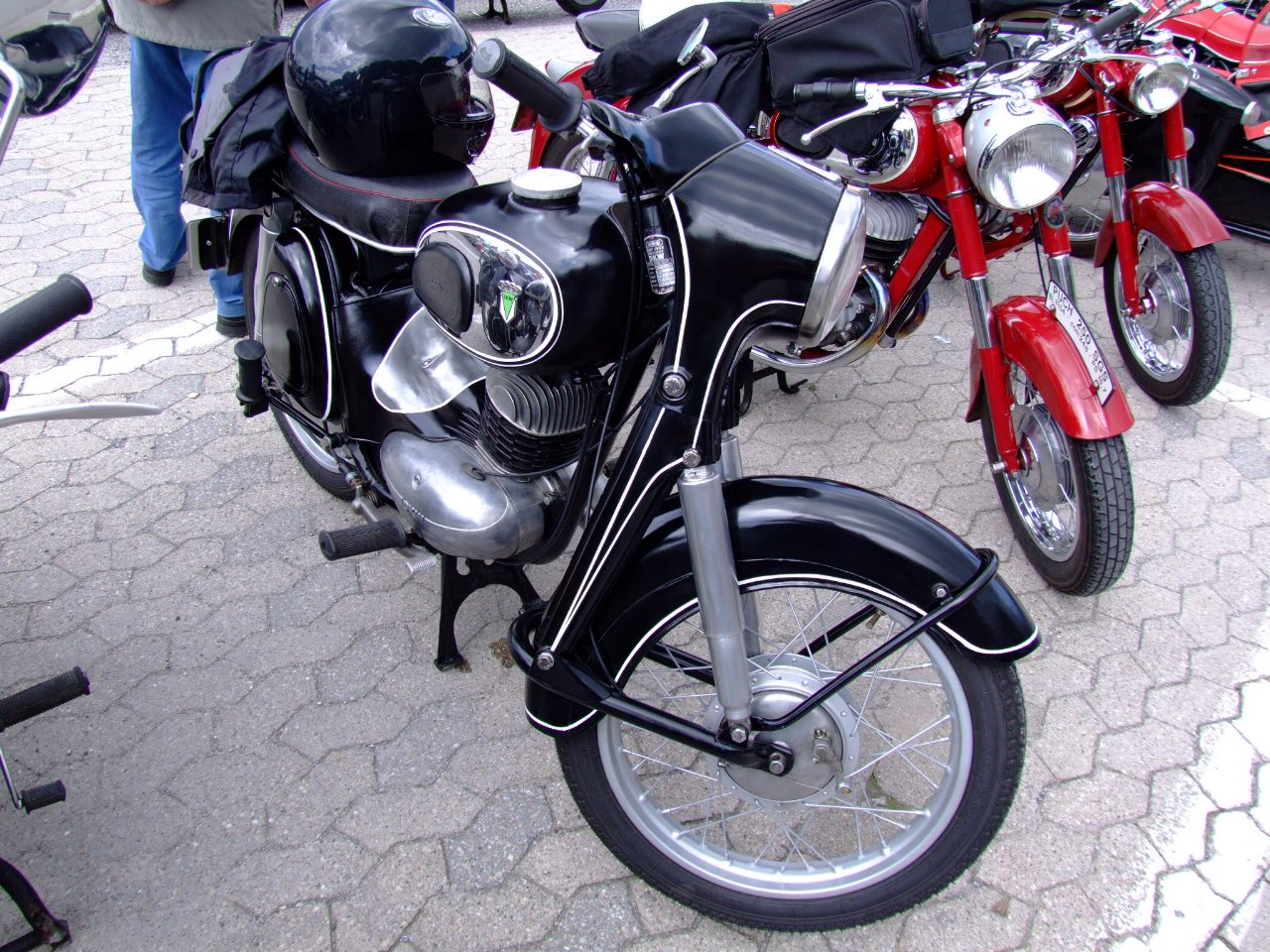
DKW RT 175 VS (1956)
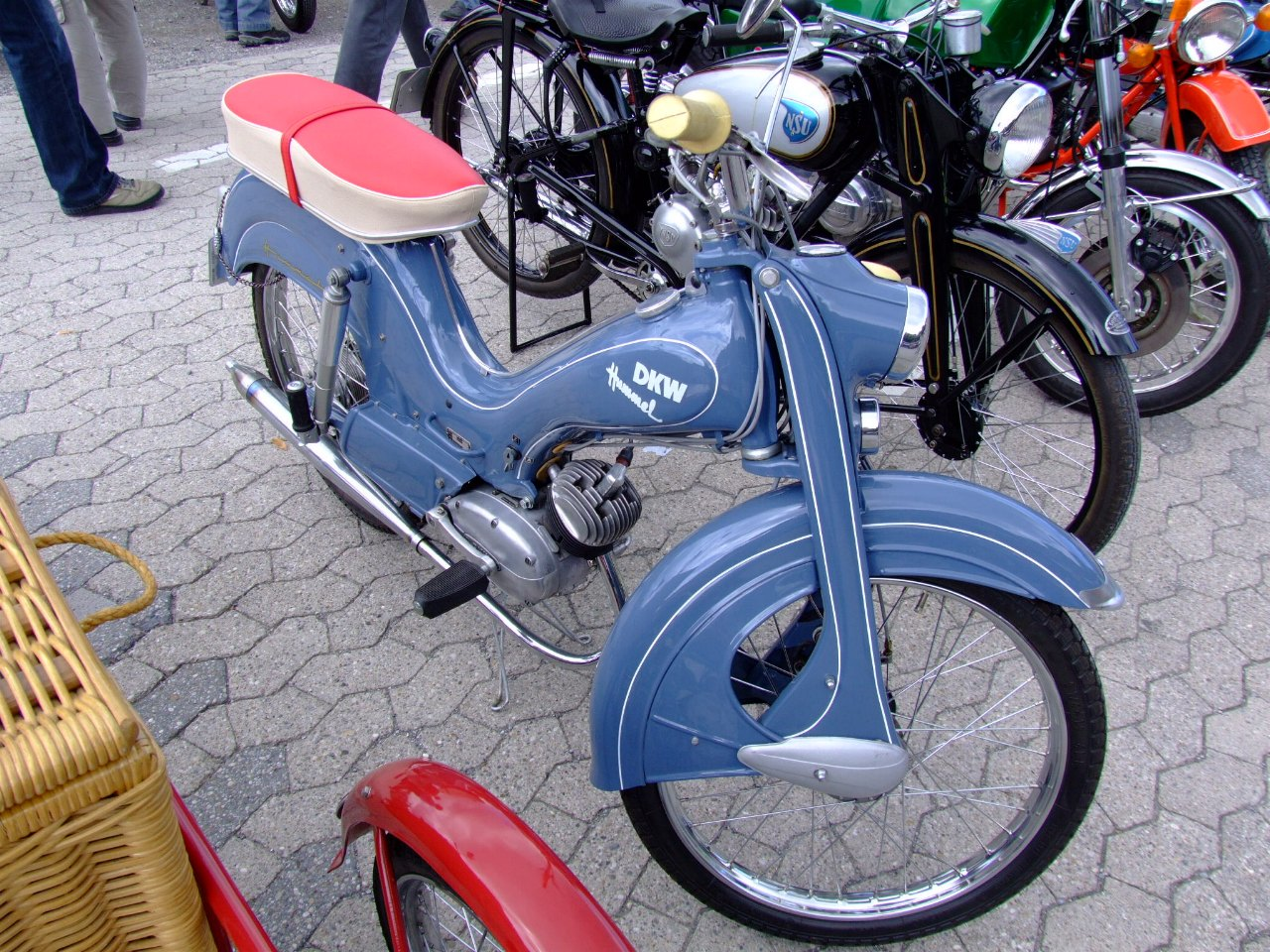
DKW Hummel
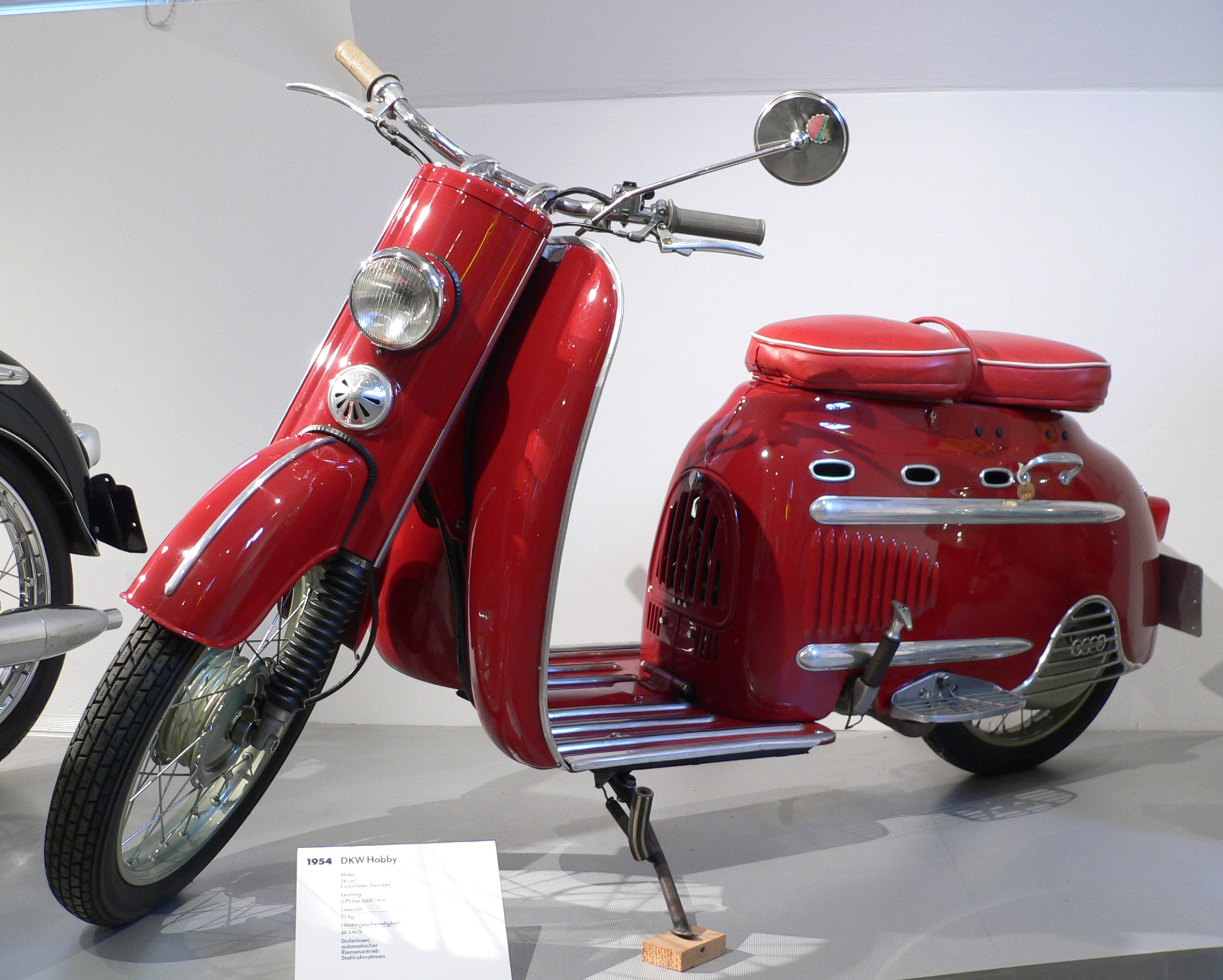
DKW-Motorroller Hobby (1954)

## Trivia
Zum 1. Januar 2025 waren in Deutschland insgesamt noch 2.427 Motorräder der Marke DKW zugelassen – was einem Anteil von 0,048 Prozent aller in Deutschland zugelassenen Motorräder entspricht.